# 四国

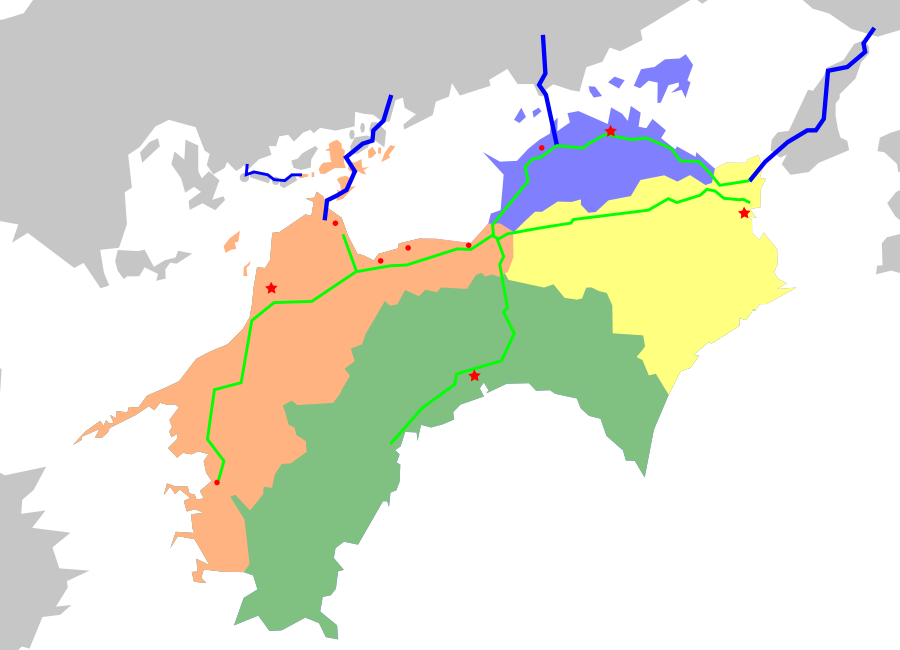
四国内の高速道路網（緑線）および本四架橋を含む県境をまたぐ大規模架橋（青線）。赤星および赤丸は人口上位10都市

四国（しこく）は、日本列島を構成する島の一つである。
北海道・本州・九州とともに主要4島の一つでもあり、この中では最も小さい。最高標高は石鎚山の1,982mで、福井・石川・岐阜県境の両白山地三ノ峰 (2128m) 以西の西日本では最も高い。面積は18,297.78km2で、世界の島の中では、ブラジルのバナナル島に次ぐ第50位の大きさである。
四国とその付随する島（小豆島、大三島、大島、中島、伯方島、豊島など）を合わせて「四国地方（しこくちほう）」と言う。これら付随する島を含めないことを強調したい場合、「四国本土（しこくほんど）」あるいは「四国島（しこくとう）」と呼ぶこともある（日本の地理・四国、日本の地域・四国地方も参照）。
四国には徳島県、香川県、愛媛県、高知県の4つの県があり、4県の総人口は約350万人（2025年時点）である。
四国の古代の呼称は、「伊予之二名島」・「伊予二名洲」（いよのふたなのしま）である。

## 概要
四国地方を構成する4県の中で、徳島県・香川県・愛媛県は島内交流と合わせて、本州四国連絡橋（本四架橋）もあり本州との交流も盛んである。
西南部除く四国全域は近畿地方の影響力を文化的に強く受けているが、東部の徳島県は政治・経済においても影響が顕著である。北東部の香川県は文化・経済の両面で岡山県とのつながりも深いが、高松自動車道と神戸淡路鳴門自動車道の開通以降は徳島県同様近畿地方との交流もより活発になっている。西部の愛媛県は広島県や九州の大分県との交流が見られる。一方で高知県は陸路が険しく船での往来が発達した関係上、古くから上方、京都、近世は江戸からの影響も強く、政治・文化的な中央への意識が高いとも言われている。近年は高速道路網の発達により、四国内指向が強まっている。
空海が拓いた四国巡礼・八十八箇所はお遍路さんで有名。
日本の主要4島の中で、唯一政令指定都市が存在しない。

## 歴史書における呼称
神々による日本の創造の過程を記した『古事記』の国産み神話では、四国は淡路島に続き、日本列島で二番目に創造された島であるという。古事記には「伊予之二名島（いよのふたなのしま）」と記されている。また『日本書紀』では「四国」を「伊予二名洲（いよのふたなのしま）」と表記している。よって古代においては、「伊予之二名島」・「伊予二名洲」、または単に、「伊予島」・「伊予洲」（いよのしま、いよしま）、「二名島」・「二名洲」（ふたなのしま、ふたなしま）」などと呼ばれた（「フタナ」は二並びの意）。
近世以降は、五畿七道の南海道のうち、紀伊国と淡路国を除いた阿波国・讃岐国・伊予国・土佐国の4つの令制国が存在したことから、「四国」と呼ばれた。歴史書ではないが、16世紀の戦国時代を描いた軍記物語として知られる『陰徳太平記』（享保2年（1717年）出版）序に、「山陰山陽四国九州」の記載があり、このような近世の書物において、明確に「四国」という名称を見出すことができる。

## 地理

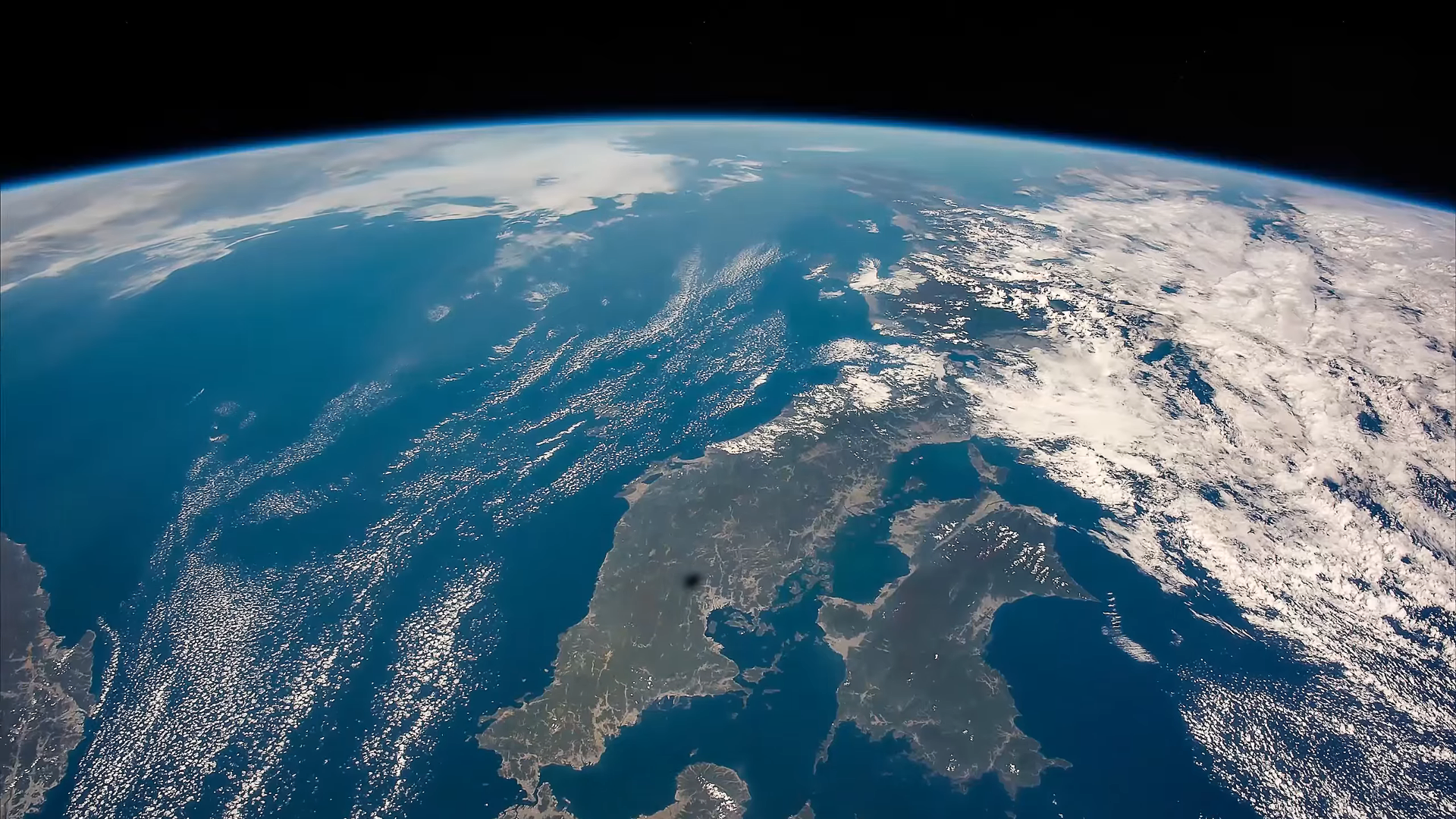
国際宇宙ステーションから見た中国地方と四国

約1900万年前の日本列島の誕生に伴い、四国の前身が誕生した。瀬戸内海を挟んで、近畿地方・山陽地方・九州に三方を囲まれた位置にある。島の中部には、各県を分断するような形で四国山地や讃岐山脈の山々がそびえており、この地形が近年まで各地域間の交流を困難にしていた。
中央構造線が吉野川北岸から佐田岬半島にかけて東西に貫いている。構造線以北の内帯（西南日本内帯）に当たる地方では、中生層・古生層とこれを貫く火成岩が分布している。構造線以南の外帯（西南日本外帯）に当たる地方では、北側から南側にかけて中生層・古生層が形成された順に配列している。
日本の島の中では九州に次ぐ第4位、世界の島の中ではブラジルのバナナル島に次ぐ第50位の面積を持つ。最高標高は、石鎚山の天狗岳（愛媛県）の1,982 m。

### 広袤（こうぼう）
| 四国本土の東西南北それぞれの端は以下の位置で、東西の長さは254.04km、南北の長さは186.21kmである。 |
| 節内の全座標を示した地図 - OSM                                                                   |
| 節内の全座標を出力 - KML                                                                         |
| 表示                                                                                             |

|                                                                          | 北端 北緯34度24分1秒 東経134度8分11秒 / 北緯34.40028度 東経134.13639度 ↑      |                                                                         |
| 西端 北緯33度20分38秒 東経132度0分52秒 / 北緯33.34389度 東経132.01444度← | 中心点 北緯33度33分39秒 東経133度22分56.5秒 / 北緯33.56083度 東経133.382361度 | 東端 →北緯33度50分2秒 東経134度45分1秒 / 北緯33.83389度 東経134.75028度 |
|                                                                          | ↓ 南端 北緯32度43分17秒 東経133度0分26秒 / 北緯32.72139度 東経133.00722度     |                                                                         |

### 地形

四国の主要地形

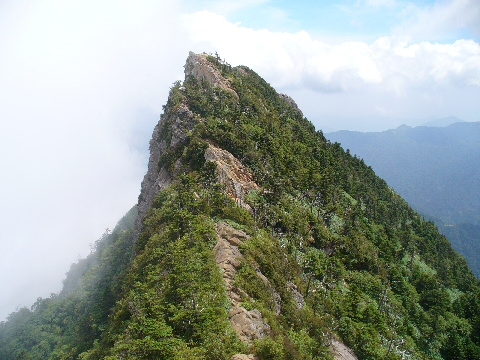
西日本最高峰石鎚山（四国山地）

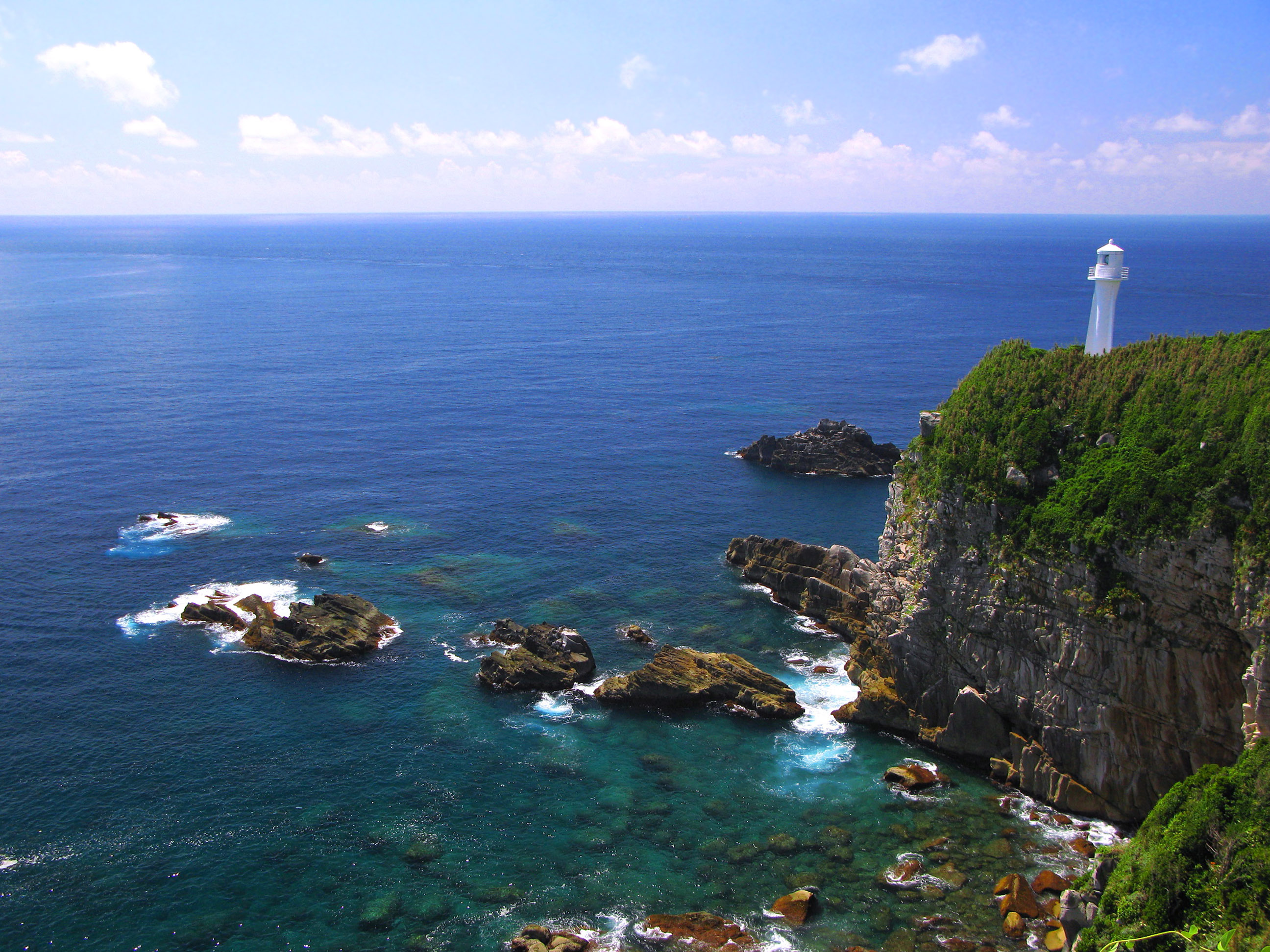
四国最南端足摺岬

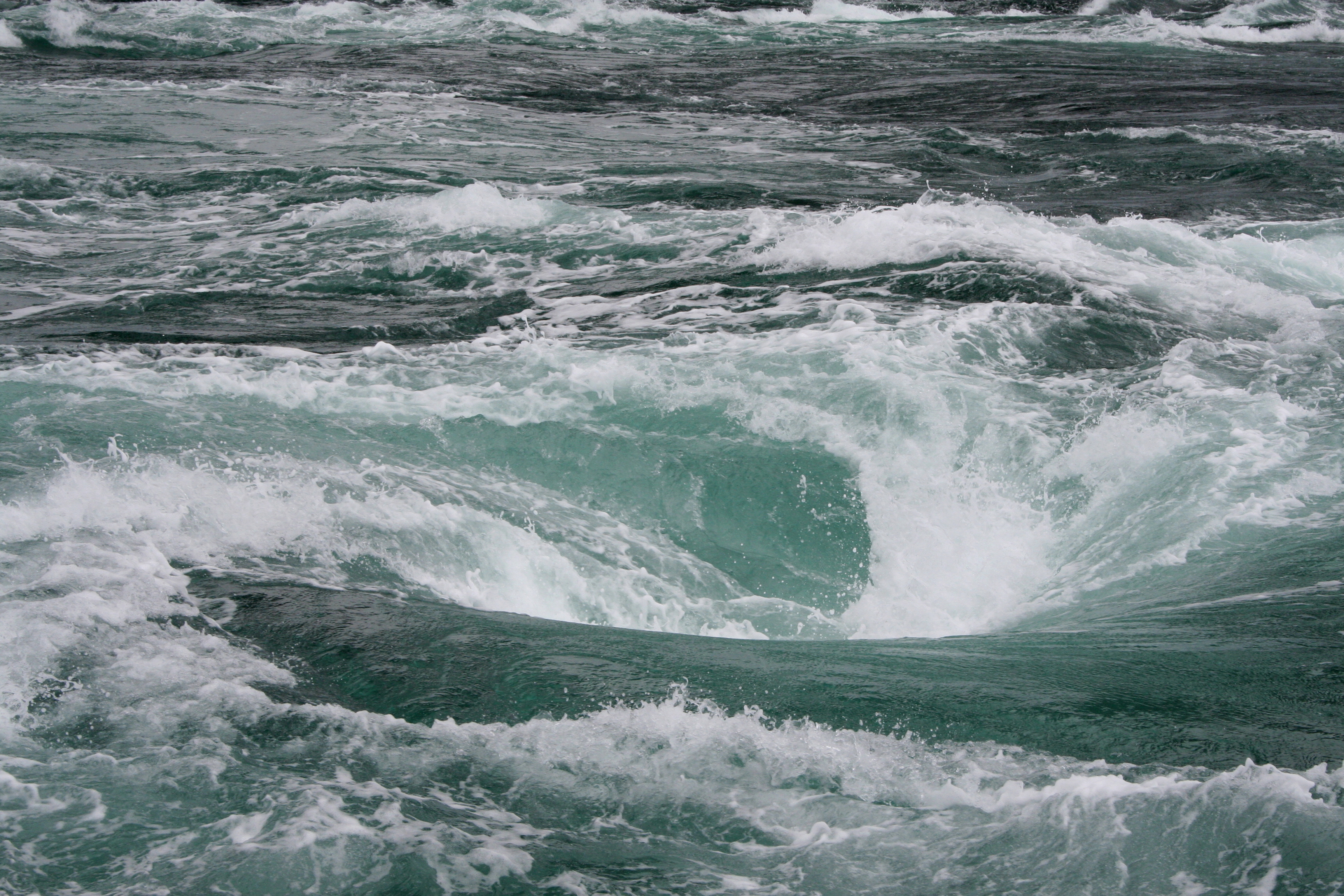
鳴門の渦潮

四万十川

#### 海
- 瀬戸内海：徳島県・香川県・愛媛県
  - 播磨灘：徳島県・香川県
  - 燧灘：香川県・愛媛県
  - 来島海峡：愛媛県
  - 斎灘：愛媛県
  - 伊予灘：愛媛県
  - 鳴門海峡：徳島県
  - 紀伊水道：徳島県
- 豊予海峡：愛媛県
- 豊後水道：愛媛県
- 宇和海：愛媛県
- 太平洋：徳島県・愛媛県・高知県
  - 橘湾：徳島県
  - 土佐湾：高知県
  - 宿毛湾：高知県

#### 山地・山岳
- 四国山地
  - 石鎚山（1982m、西日本最高峰）：愛媛県
  - 剣山 (1955m、徳島県最高峰)：徳島県
  - 次郎笈 (1930m)：徳島県
  - 瓶ヶ森 (1896m)：愛媛県・高知県
  - 三嶺 (1893m、高知県最高峰)：徳島県・高知県
  - 一ノ森 (1880m)：徳島県
  - 筒上山 (1860m)：愛媛県・高知県
  - 笹ヶ峰 (1859m)：愛媛県・高知県
  - ちち山 (1855m)：愛媛県・高知県
  - 矢筈山 (1848m)：徳島県
  - 天狗塚 (1812m)：徳島県
  - 白髪山 (1770m)：高知県
  - 伊予富士 (1756m)：愛媛県・高知県
  - 石立山 (1707m)：徳島県
  - 烏帽子山 (1670m)：徳島県
  - 高城山 (1630m)：徳島県
  - 雲早山 (1496m)：徳島県
  - 皿ヶ嶺 (1271m)：愛媛県
  - 高越山 (1133m)：徳島県
  - 障子山 (885m)：愛媛県
  - 中津峰山 (773m)：徳島県
  - 谷上山 (455m)：愛媛県
  - 行道山 (373m)：愛媛県
  - 眉山（290m)：徳島県
- 讃岐山脈
  - 竜王山 (1060m、香川県最高峰)：徳島県・香川県
  - 大川山 (1043m)：徳島県・香川県
  - 大滝山 (946m)：徳島県・香川県
  - 大麻山 (538m)：徳島県
- 高縄山地
  - 東三方ヶ森 (1233m)：愛媛県
  - 明神ヶ森 (1217m)：愛媛県
  - 福見山 (1053m)：愛媛県
  - 楢原山 (1041m)：愛媛県
  - 高縄山 (986m)：愛媛県
  - 北三方ヶ森 (977m)：愛媛県
  - 大月山 (953m)：愛媛県
  - ヨソ山 (927m)：愛媛県
  - 岩伽羅山 (696m)：愛媛県
  - 杉立山 (668m)：愛媛県
  - 観音山 (518m)：愛媛県
  - 倉谷山 (410m)：愛媛県　
  - 笠松山 (357m)：愛媛県
  - 世田山 (339m)：愛媛県
  - 宝ヶ峯 (284m)：愛媛県
  - 芝ヶ峠 (281m)：愛媛県
  - 淡路ヶ峠 (273m)：愛媛県

#### 河川・湖沼
- 吉野川水系（四国三郎）：高知県→徳島県
  - 銅山川（伊予川）：愛媛県→徳島県
  - 祖谷川：徳島県
  - 松尾川：徳島県
  - 貞光川：徳島県
  - 穴吹川：徳島県
  - 鮎喰川：徳島県
  - 飯尾川：徳島県
  - 旧吉野川：徳島県
  - 今切川：徳島県
  - 新町川：徳島県
  - 園瀬川：徳島県
  - 池田湖（ダム湖）：徳島県
  - 金砂湖（ダム湖）：愛媛県
  - さめうら湖（ダム湖）：高知県
- 那賀川水系：徳島県
  - 坂州木頭川：徳島県
  - 桑野川：徳島県
- 勝浦川：徳島県
- 海部川：徳島県
- 土器川：香川県
- 綾川：香川県
- 香東川：香川県
- 肱川：愛媛県
- 重信川水系：愛媛県
  - 石手川：愛媛県
  - 小野川：愛媛県
  - 白鷺湖（ダム湖）：愛媛県
- 蒼社川水系：愛媛県
  - 玉川湖（ダム湖）：愛媛県
- 物部川：高知県
- 鏡川：徳島県
- 仁淀川水系：愛媛県→高知県
  - 長者川：高知県
  - 上八川川：高知県
  - 茶霧湖（ダム湖）：高知県
- 四万十川水系：高知県
  - 梼原川：高知県
  - 広見川：愛媛県→高知県
  - 黒尊川：高知県
- 海老ヶ池：徳島県- 四国唯一の天然湖沼[9]
- 満濃池：香川県
- 内場池：香川県

#### 平野・高原
- 徳島平野：徳島県
- 那賀川平野（阿南平野）：徳島県
- 讃岐平野：香川県
- 松山平野：愛媛県
- 今治平野：愛媛県
- 新居浜平野：愛媛県
- 高知平野：高知県
- 中村平野：高知県
- 大川原高原：徳島県
- 塩塚高原：徳島県・愛媛県
- 久万高原：愛媛県
- 五段高原：愛媛県・高知県
- 天狗高原：愛媛県・高知県

#### 岬
- 蒲生田岬：徳島県
- 佐田岬：愛媛県
- 室戸岬：高知県
- 足摺岬：高知県
- 竹居観音岬：香川県

#### 半島
- 高縄半島
- 佐田岬半島
- 由良半島
- 荘内半島
- 足摺半島

#### 島嶼
瀬戸内海
- 大毛島
- 島田島
- 高島
- 備讃諸島
  - 小豆島
  - 大島
  - 豊島
  - 男木島
  - 女木島
  - 直島
  - 与島
  - 櫃石島
  - 本島
  - 広島
  - 手島
  - 粟島
  - 高見島
  - 佐柳島
- 芸予諸島
  - 大島
  - 伯方島
  - 大三島
  - 岩城島
  - 生名島
  - 佐島
  - 弓削島
- 防予諸島
  - 興居島
  - 釣島
  - 睦月島
  - 由利島
  - 中島
  - 怒和島
  - 二神島
  - 津和地島
- 青島

太平洋
- 小勝島
- 大島
- 出羽島
- 伊島
- 九島
- 大島
- 戸島
- 日振島
- 北条鹿島
- 沖の島

### 地質
地質学的には、四国は北からおもに三波川帯（ほぼ吉野川がある）、秩父帯（四国山地）、四万十層（四万十川）がほぼ東西に分布し、その間を中央構造線、御荷鉾構造線、仏像構造線が走っている。

### 気候
瀬戸内海地方
徳島県の吉野川流域以北、香川県全域、愛媛県東予地方、中予地方の、瀬戸内海に面した北側は、瀬戸内海式気候に属している。太平洋高気圧に覆われる夏季には瀬戸内海沿岸特有の「凪」や、四国山地越えのフェーン現象に伴う気流の影響で、猛暑日や熱帯夜になる日も少なくない。春には中国大陸から流入する黄砂がしばしば観測される。
年間を通して比較的降水量が少ない（特に冬季はかなり降水量が少ない）温暖な気候であるため、オリーブやミカンの栽培が盛んである。その反面、大規模な河川は太平洋や紀伊水道に流れ込む形となっているため、水資源に恵まれず、過去幾度かの渇水に見舞われてきた。このため、満濃池を初めとするため池が多数造られている。その中でも特に、香川県は古来から水不足に悩まされ続けており、渇水対策として吉野川の水を送水するための香川用水が建設されている。冬は小雨や小雪（みぞれ）の降る日もあるが、基本的に晴天が多い。平野部では大雪になることはほとんどないが、山間部では気温が低く冬は積雪も多い。なお、台風等の直撃は比較的少ない。
太平洋側
徳島県のほとんどの地域や、愛媛県南予地方・高知県全域の太平洋に面した南側は、太平洋側気候に属している。春の訪れが早く本土で最初の桜の開花宣言が高知市または宇和島市となることも少なくない。そのため、特に高知県では促成栽培が盛んであったり、プロ野球チームのキャンプ地になったりと、温暖な気候を生かした産業や行事が発達している。また、太平洋沖合を流れる黒潮の影響を受けて冬でも温暖で、一部で無霜地帯が存在する。
年間雨量が多いことから林業も盛んである。また、愛媛県南予地方および高知県幡多地方では、冬は関門海峡からの季節風の影響で曇りや雨、雪の日が他の太平洋側の地域に比べると多くなっている。高知県の室戸岬と足摺岬では、台風が来襲しやすいことから「台風銀座」と呼ばれている。このため「室戸台風」などの大型台風が直撃し、洪水などの被害を受けている。なお「室戸台風」では、室戸岬上陸時の中心気圧は911.6hPaであり、日本本土に上陸した台風のなかで観測史上最も上陸時の中心気圧が低い台風だった。これは同緯度の台風における中心気圧の最低記録（台風の正式な統計は1951年（昭和26年）から開始されたため、この記録は参考記録扱い）として、いまだに破られていない。

## 歴史

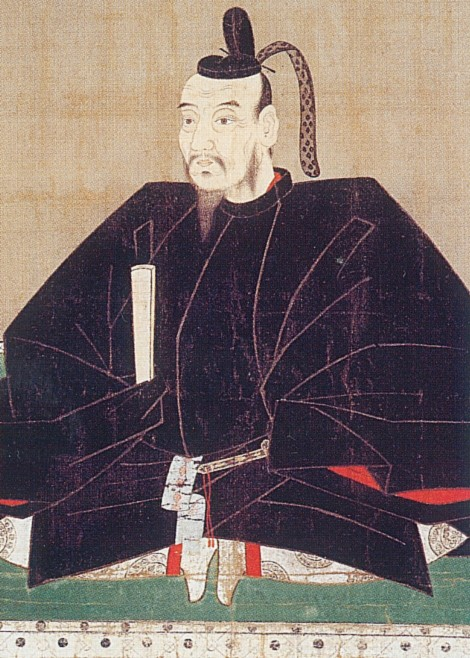
四国の覇者、長宗我部元親

### 先史
遺伝子調査から、近畿並に渡来人が多かったと推測されている。邪馬台国四国説も存在する。

### 古代
四国は、畿内から南西側に位置しており、海路で移動するために、五畿七道では南紀や淡路島と一緒に南海道に含まれていた。近畿・九州航路の要所であった四国の西北部に位置する伊予国の道後温泉などは、舒明天皇や斉明天皇の入浴記録（日本書紀）があるほか、山部赤人・額田王の来浴記録（万葉集）もあるなど、古くから栄えていたと思われる。

### 中世
平氏が都落ちした際、安徳天皇を擁して屋島を一時的な本拠地としたため、この地で源平両軍が争った。室町時代は細川氏が讃岐・阿波・土佐の三国を、河野氏が伊予をそれぞれ守護した。
戦国時代の四国の大名としては、三好を拠点とし阿波国から山城国にわたる8国を支配圏に収めた三好長慶、「土佐の小京都」とも呼ばれている中村を拠点とした土佐一条氏、伊予国道後の湯築城を本拠とした水軍を有する河野氏、讃岐の香川氏、土佐国の四国の覇者である長宗我部元親などが高名であるが、長い騒乱の末に収束に向かい、一時は長宗我部氏が四国を統一したものの、やがて豊臣秀吉により平定された。土佐の大名であった長宗我部盛親は関ヶ原の戦いで西軍につき改易された。

### 近世

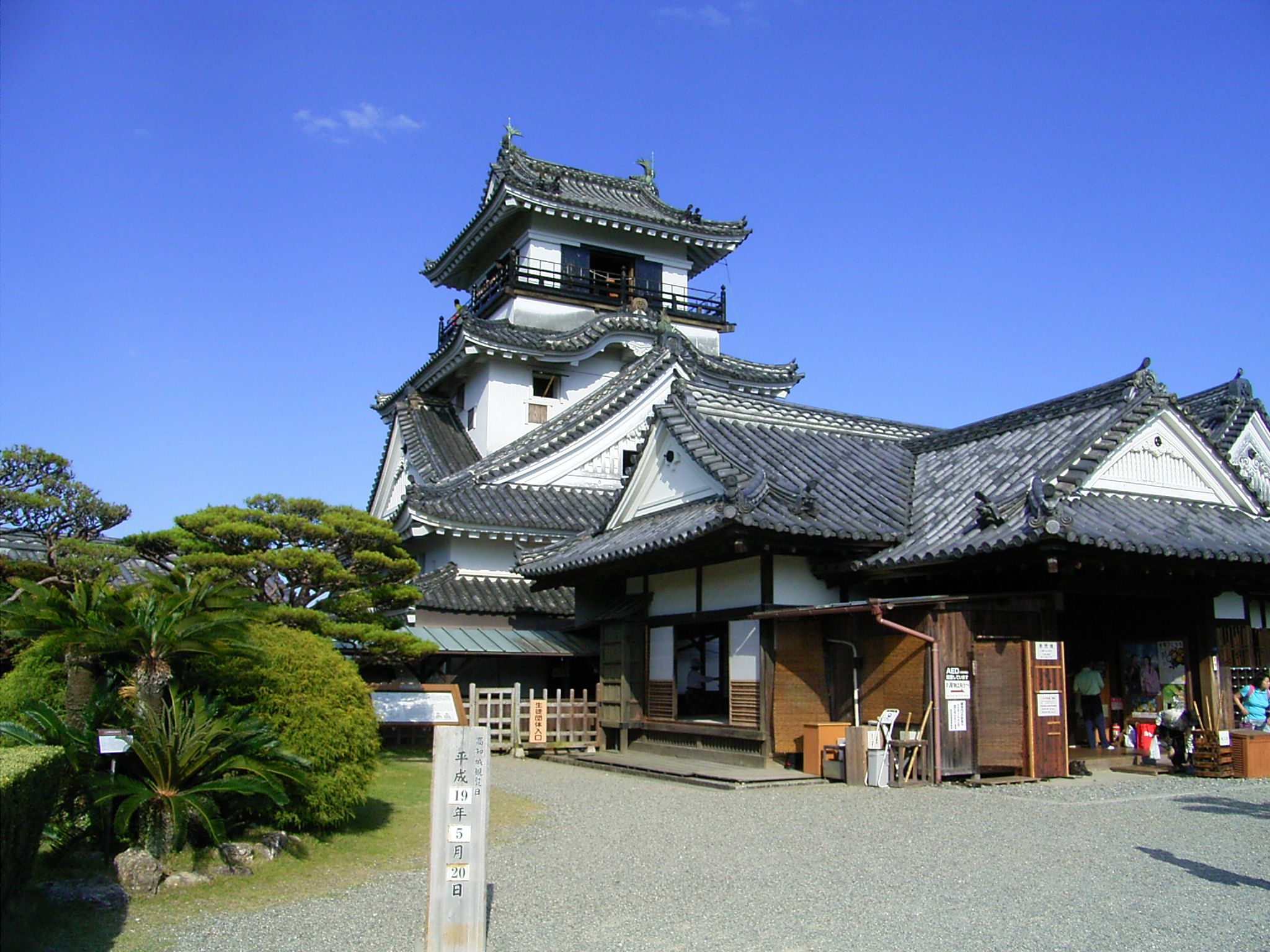
高知城（国の史跡）

江戸時代になると、それまで四国各地を治めていた戦国大名は四国から駆逐され、幕府徳川氏の信任厚い諸将がこの地に封じられることになった。初め、讃岐に生駒氏、阿波に蜂須賀氏、土佐を山内氏と一国一円支配を許したが、のちに生駒氏が騒動を起こして改易されると讃岐は二分割統治された。伊予は初めから小大名が配置され、一国統治はされなかった。なお、瀬戸内海の小豆島と塩飽諸島は天領として倉敷代官所の支配下に置かれた。
四国の代表的な藩には、阿波国と淡路国を稲田氏の知行地とする蜂須賀氏の徳島藩、水戸徳川家の分家の高松藩、山内氏が治める土佐藩、加藤氏や久松松平家（親藩）などが領した伊予松山藩、仙台伊達氏の分家が治める宇和島藩などであった。

### 近代
幕末維新において土佐藩が終始政局に関わり続け、土佐藩出身の坂本龍馬らの仲介で薩長同盟がなった。戊辰戦争においても土佐藩は官軍として各地を転戦し功を挙げた。明治期の自由民権運動も元土佐藩士板垣退助らが中心として起こった。それ以前に金陵会議（四国会議）が土佐藩から提唱され、四国をまとめ上げる力となったが、わずか数年で解散を命ぜられた。愛媛県から文豪・正岡子規が輩出され、明治文化に貢献した。

### 現代
本州四国連絡橋の開通により、ついに本州と地続きとなった一方、少子化やJR四国の経営難が問題となっている。

## 経済
歴史的には全県が畿内との繋がりの強い地域であったが、陸路交流の活発化と海路交流の衰退により徳島県は近畿地方と、香川県は岡山県と、愛媛県は広島県との経済活動も多くなっている。特に徳島県沿岸部は、日常的に京阪神との経済交流が盛んであり、影響が大きい。太平洋に面し三方を山に囲まれる高知県は特に対外的経済交流が活発な地域はなかった。
近年は高速道路網の整備により島内での交流が高知県を含め各県大幅に増加し、2010年現在では本州ではなく島内での経済的交流が最も盛んとなっている。

### 域内総生産
2017年（平成29年度）の四国四県の域内総生産は、名目で14兆5820億5000万円であり、全国の総生産（日本のGDP）に占める経済規模は2.60%だった。これを他の都道府県と比べると、茨城県（13.8兆円）より大きく、静岡県（17.3兆円）より小さい。また、1人当たり県民所得は四県全てにおいて日本の1人当たり平均所得を下回っていた。
| 地域   | 県内総生産（千円） | 県民所得（千円） | 1人当たり県民所得（千円） |
| ------ | ------------------ | ---------------- | ------------------------- |
| 徳島県 | 3,156,884          | 2,297,253        | 3,091                     |
| 香川県 | 3,845,915          | 2,919,952        | 3,018                     |
| 愛媛県 | 5,149,797          | 3,739,076        | 2,741                     |
| 高知県 | 2,429,454          | 1,891,510        | 2,650                     |
| 四国   | 14,582,050         | 10,847,791       | 2,863                     |
| 全国   | 561,523,371        | 418,620,499      | 3,304                     |

### 工業
四国瀬戸内海側は太平洋ベルト地帯に位置しており、坂出市・丸亀市・四国中央市・新居浜市・西条市・今治市および松山市などを中心に、瀬戸内工業地域が形成されている。徳島市と西条市は、新産業都市建設促進法に基づいて指定される新産業都市（工業開発の拠点地域）であった。
| 地域         | 製造品出荷額等 (万円) |
| ------------ | --------------------- |
| 四国         | 951,405,331           |
| 愛媛県       | 430,881,751           |
| 香川県       | 271,158,324           |
| 徳島県       | 190,812,585           |
| 今治市       | 105,397,628           |
| 新居浜市     | 85,002,404            |
| 西条市       | 79,470,089            |
| 四国中央市   | 66,913,950            |
| 高知県       | 58,552,671            |
| 阿南市       | 49,126,650            |
| 松山市       | 44,038,026            |
| 徳島市       | 41,907,259            |
| 香川郡直島町 | 41,627,305            |
| 坂出市       | 40,527,486            |
| 高松市       | 37,131,277            |
| 丸亀市       | 29,500,730            |
| 鳴門市       | 25,312,328            |
| 三豊市       | 24,925,452            |
| 観音寺市     | 20,364,189            |
| 高知市       | 17,781,694            |
| 南国市       | 10,592,009            |
| 板野郡松茂町 | 9,462,325             |

## 人口

### 各県の人口
| 都道府県名 | ISO 3166-2 | 全国順位 | 人口      | 全国割合 | 四国割合 |
| ---------- | ---------- | -------- | --------- | -------- | -------- |
| 徳島県     | JP-36      | 44       | 719,559   | 0.57%    | 19.47%   |
| 香川県     | JP-37      | 39       | 950,244   | 0.75%    | 25.71%   |
| 愛媛県     | JP-38      | 28       | 1,334,841 | 1.05%    | 36.11%   |
| 高知県     | JP-39      | 45       | 691,527   | 0.54%    | 18.71%   |
| 合計       | 合計       | 合計     | 3,696,171 | 2.93%    | 100.00%  |

※順位・人口・割合は令和2(2020)年国勢調査による。

### 年齢構成
年齢5歳階級別人口

2004年10月１日現在推計人口

総計 [単位 千人]
| 年齢     | 人口 |
| -------- | ---- |
| 0 - 4歳  | 176  |
| 5 - 9    | 186  |
| 10 - 14  | 190  |
| 15 - 19  | 212  |
| 20 - 24  | 223  |
| 25 - 29  | 242  |
| 30 - 34  | 273  |
| 35 - 39  | 237  |
| 40 - 44  | 234  |
| 45 - 49  | 258  |
| 50 - 54  | 312  |
| 55 - 59  | 325  |
| 60 - 64  | 271  |
| 65 - 69  | 249  |
| 70 - 74  | 247  |
| 75 - 79  | 213  |
| 80歳以上 | 262  |

年齢5歳階級別人口

2004年10月１日現在推計人口

男女別 [単位 千人]
| 男  | 年齢     | 女  |
| --- | -------- | --- |
| 90  | 0 - 4歳  | 86  |
| 95  | 5 - 9    | 91  |
| 98  | 10 - 14  | 92  |
| 107 | 15 - 19  | 105 |
| 112 | 20 - 24  | 111 |
| 120 | 25 - 29  | 122 |
| 134 | 30 - 34  | 139 |
| 114 | 35 - 39  | 123 |
| 114 | 40 - 44  | 120 |
| 126 | 45 - 49  | 132 |
| 154 | 50 - 54  | 158 |
| 161 | 55 - 59  | 164 |
| 128 | 60 - 64  | 143 |
| 114 | 65 - 69  | 135 |
| 108 | 70 - 74  | 139 |
| 88  | 75 - 79  | 125 |
| 83  | 80歳以上 | 179 |

- データ出典：第10表/都道府県, 年齢（5歳階級）, 男女別人口－総人口
（総務省統計局）

### 人口の増減
2010年国勢調査時の四国における自治体は95市町村であるが、そのうち2005年国勢調査と比べ人口が増加したのは8市町のみでそれ以外の87市町村は全て減少している。そのため四国全体はもとより、県単位でも4県全てで減少となっている。県別にみると最も減少率が高いのは高知県の▽4.00%で、以下、徳島県▽3.02%、愛媛県▽2.47%、香川県▽1.64%と続く。逆に、増加した自治体は香川県の3市町、徳島県の3町、愛媛県および高知県のそれぞれ1市である。県庁所在地別では増加したのが高松市と松山市のみで北四国と南四国で明暗が分かれる形になったが、徳島県の増加3町はいずれも徳島市に隣接したベッドタウンである。県庁所在地以外では徳島県の上記3町のほか、香川県第二の都市である丸亀市とそこに隣接する綾歌郡宇多津町、高知県香南市で人口が増加した。愛媛県では県庁所在地である松山市以外で人口が増加した市町村は存在しなかった。
最も減少率が高い高知県土佐郡大川村は唯一の▽20%越えとなっているほか、上位6位までが全て高知県の自治体となっている。その他の減少率が高い自治体には、概ね南四国の太平洋沿岸や中央部の四国山地に位置する自治体が多い。
増加自治体
- 宇多津町+5.58%、北島町+4.61%、藍住町+3.26%、松茂町+0.96%、香南市+0.86%、松山市+0.45%、丸亀市+0.35%、高松市+0.31%

減少自治体（▽20%以上）
- 大川村▽23.61%

減少自治体（▽10%-▽19%）
- 大豊町▽14.08%、檮原町▽13.86%、馬路村▽13.42%、室戸市▽13.04%、東洋町▽12.97%、那賀町▽12.88%、神山町▽12.80%、三好市▽12.17%、久万高原町▽11.89%、仁淀川町▽11.53%、美波町▽11.01%、つるぎ町▽10.51%、牟岐町▽10.48%、大月町▽10.16%、伊方町▽10.03%

減少自治体（▽5%-▽9%）
- 安田町▽9.92%、愛南町▽9.67%、田野町▽9.39%、海陽町▽9.22%、中土佐町▽8.85%、上勝町▽8.80%、四万十町▽8.74%、勝浦町▽8.54%、越知町▽8.31%、内子町▽8.03%、黒潮町▽7.97%、土庄町▽7.85%、日高村▽7.60%、佐那河内村▽7.57%、北川村▽7.51%、いの町▽7.41%、宿毛市▽7.32%、琴平町▽7.26%、土佐清水市▽7.24%、大洲市▽7.15%、三原村▽7.02%、八幡浜市▽7.01%、松野町▽6.67%、津野町▽6.63%、鬼北町▽6.43%、東かがわ市▽6.41%、小豆島町▽6.40%、西予市▽6.38%、本山町▽6.20%、美馬市▽6.02%、直島町▽6.02%、土佐町▽5.92%、宇和島市▽5.85%、上島町▽5.56%、四万十市▽5.23%、須崎市▽5.15%

減少自治体（▽4%以下）
- 奈半利町▽4.96%、さぬき市▽4.94%、香美市▽4.93%、善通寺市▽4.73%、阿波市▽4.45%、土佐市▽4.42%、今治市▽4.28%、まんのう町▽4.07%、高知県▽4.00%、安芸市▽3.94%、綾川町▽3.91%、観音寺市▽3.89%、吉野川市▽3.85%、芸西村▽3.80%、三豊市▽3.75%、伊予市▽3.74%、東みよし町▽3.72%、小松島市▽3.56%、佐川町▽3.43%、徳島県▽3.02%、上板町▽3.02%、坂出市▽2.87%、四国中央市▽2.87%、鳴門市▽2.67%、南国市▽2.53%、阿南市▽2.49%、愛媛県▽2.47%、砥部町▽1.98%、板野町▽1.91%、新居浜市▽1.79%、香川県▽1.64%、高知市▽1.60%、徳島市▽1.23%、三木町▽1.13%、西条市▽1.13%、松前町▽0.67%、多度津町▽0.49%、石井町▽0.44%、東温市▽0.07%
- データ出典：平成22年国勢調査

#### 将来展望
厚生労働省の国立社会保障・人口問題研究所が発表した『日本の地域別将来推計人口（平成30（2018）年推計）』で、2045年の四国4県の総人口は282万3千人で、15年に比べて102万3千人（26%）減少することがわかった。ただ40年時点では前回推計を上回り300万人台を維持するなど減少ペースに緩和傾向も見られる。
同研究所は人口推計を5年ごとにまとめて公表している。全国の総人口に占める四国4県の比率は15年の3.0%から45年には2.7%に低下する。4県では高知県が鳥取県に次いで全国で下から2番目（15年時点は同3番目）になる。近年の出生率の改善傾向を背景に、前回調査時より人口減少ペースが鈍化する傾向が見られた。四国全体では40年時点の人口は前回調査の295万5千人よりも5万1千人多かった。香川が4万2千人、愛媛が6千人、徳島が3千人それぞれ上回った。一方、高知は71人とわずかながら前回を下回った。
地域による格差も目立つ。45年と15年の人口を比べると、高松市が1割減にとどまるほか、瀬戸大橋周辺の自治体の減少率は小さい。徳島市のベッドタウンである徳島県北島町は四国で唯一増加する見通し。一方、中山間地では高知県大豊町が7割減、愛媛県久万高原町が6割強の減少を見込む。

## 地域
四国には突出して大きな都市がなく、地形的制約から各県に独立した都市圏が存在する。また、古くから海上交通が盛んであったため、各地ともに対岸との交流も盛んである。
四国地方を便宜的に2つの地域に分ける場合がある。
- 北四国（瀬戸内海側。香川県・愛媛県）と南四国（太平洋側。徳島県・高知県）
- 東四国（東部。徳島県・香川県）と西四国（西部。高知県・愛媛県）

### 各地域とのつながり
どの出発地からも対四国内への流動が最も多く、全体の流動数に占める割合は最低でも50%、最高で95%を占めている。四国内の県庁所在地別では、特に高松市が位置する香川東部が目的地として全てで首位となっているほか、四国外との流動では、徳島は神戸、香川東部は岡山県南、松山および高知は東京23区が最も多くなっている。全ての出発地別からは5位以内に香川東部・高知中央、6位以内に香川西部、8位以内に新居浜、11位以内に松山、12位以内に東京23区・大阪・岡山県南、14位以内に徳島を四国内全ての出発地が目的地としている。
かつては、「徳島は近畿（大阪・神戸）を向き、高松は岡山を向き、松山は広島を向き、そして高知は太平洋（または東京）を向いている」と言われ、「四国は一つ一つ」などと風刺されることもあった。しかし、20世紀末から高速道路網の整備によって四国内の相互交流が深まり、21世紀初頭にはそれまで盛んだった本州の都市を凌駕するに至った。
1990年（平成2年）時点での状況は徳島、高松、松山とも四国外との交流人口の方が多く、高知のみ四国内との交流の方が多かったが、流動数自体が非常に少なかった。四国外との繋がりでは徳島は京阪神、香川東部は岡山県南、松山は広島・大阪、八幡浜は大分といった地域と強く、特に香川東部と岡山県南との流動数は他に突出して多かった。
1990年（平成2年）と2010年（平成22年）の変化では、四国全域で四国内の相互交流が非常に活発になったこと、目的地としての流動が香川東部に集中することにより同地域が交流の中心としての性格を強めたことが挙げられる。また大きな変化として香川東部における徳島と岡山県南の関係性が逆転し、さらにその数も1990年の岡山県南よりも2010年の徳島の方が多く、圧倒的な差がついている。
| \| 出発地→ ↓目的地 順位 \| 徳島県 \| 徳島県 \| 徳島県 \| 香川県 \| 香川県 \| 愛媛県 \| 愛媛県 \| 愛媛県 \| 愛媛県 \| 愛媛県 \| 高知県 \| 高知県 \| 高知県 \| 高知県 \| \| 出発地→ ↓目的地 順位 \| 徳島 \| 三好 \| 南部 \| 東部 \| 西部 \| 松山 \| 新居浜 \| 今治 \| 宇和島 \| 八幡浜 \| 中央 \| 幡多 \| 高幡 \| 安芸 \| \| -------------------- \| --------------- \| -------------- \| -------------- \| --------------- \| -------------- \| -------------- \| --------------- \| -------------- \| -------------- \| -------------- \| -------------- \| ------------- \| ------------- \| -------------- \| \| 1 \| 香川東部 405万7 \| 香川西部 99万2 \| 高知安芸 24万6 \| 徳島 390万3 \| 新居浜 182万8 \| 香川東部 73万7 \| 香川西部 199万2 \| 香川東部 13万6 \| 高知幡多 98万5 \| 香川東部 12万4 \| 香川東部 73万7 \| 宇和島 119万5 \| 宇和島 29万6 \| 徳島南部 28万3 \| \| 2 \| 香川西部 92万1 \| 香川東部 33万3 \| 香川東部 22万2 \| 岡山県南 138万5 \| 徳島三好 93万6 \| 高知中央 61万3 \| 香川東部 81万2 \| 香川西部 11万4 \| 高知高幡 29万8 \| 高知高幡 9万8 \| 松山 68万0 \| 香川東部 5万8 \| 八幡浜 6万3 \| 香川東部 6万1 \| \| 3 \| 高知中央 54万1 \| 高知中央 31万5 \| 高知中央 16万8 \| 新居浜 79万2 \| 徳島 88万1 \| 香川西部 48万9 \| 高知中央 54万4 \| 広島備後 11万2 \| 高知中央 13万5 \| 香川西部 8万1 \| 徳島 56万8 \| 松山 4万1 \| 新居浜 5万7 \| 新居浜 5万6 \| \| 4 \| 新居浜 37万6 \| 新居浜 26万7 \| 香川西部 2万6 \| 高知中央 66万7 \| 岡山県南 70万3 \| 東京23区 28万1 \| 徳島三好 30万1 \| 高知中央 7万0 \| 香川東部 2万1 \| 高知中央 8万1 \| 香川西部 51万8 \| 徳島 2万8 \| 徳島 4万8 \| 香川西部 1万7 \| \| 5 \| 松山 29万9 \| 松山 6万6 \| 大阪 2万1 \| 松山 63万9 \| 高知中央 52万6 \| 徳島 25万8 \| 徳島 28万4 \| 徳島 6万1 \| 香川西部 1万8 \| 大分 6万2 \| 新居浜 51万5 \| 香川西部 2万0 \| 香川東部 4万7 \| 徳島 1万6 \| \| 6 \| 神戸 23万4 \| 岡山県南 1万7 \| 東京23区 1万8 \| 徳島三好 49万4 \| 松山 49万2 \| 広島 25万1 \| 岡山県南 12万5 \| 東京23区 5万3 \| 大分 1万5 \| 徳島 4万4 \| 徳島三好 26万6 \| 八幡浜 1万6 \| 香川西部 4万3 \| 宇和島 1万5 \| \| 7 \| 岡山県南 22万5 \| 今治 1万5 \| 神戸 1万7 \| 東京23区 36万7 \| 今治 17万1 \| 大阪 14万6 \| 東京23区 8万4 \| 広島 2万8 \| 東京23区 1万3 \| 岡山県南 1万9 \| 東京23区 19万1 \| 東京23区 1万3 \| 松山 1万6 \| 東京23区 1万1 \| \| 8 \| 大阪 21万7 \| 大阪 1万3 \| 新居浜 1万7 \| 徳島南部 31万9 \| 東京23区 12万1 \| 岡山県南 13万9 \| 高知高幡 5万4 \| 岡山県南 2万0 \| 広島 1万2 \| 東京23区 1万8 \| 岡山県南 13万4 \| 新居浜 9 \| 東京23区 1万2 \| 岡山県南 1万1 \| \| 9 \| 東京23区 20万9 \| 広島 8 \| 東大阪 1万3 \| 大阪 24万3 \| 大阪 10万2 \| 徳島三好 10万2 \| 高知安芸 5万3 \| 大阪 1万8 \| 高知安芸 1万2 \| 大阪 1万6 \| 徳島南部 12万3 \| 今治 9 \| 徳島南部 8 \| 松山 1万1 \| \| 10 \| 淡路 12万9 \| 八幡浜 8 \| 兵庫尼崎 1万3 \| 広島 17万4 \| 広島 8万1 \| 横浜 9万9 \| 大阪 4万8 \| 神戸 1万4 \| 福岡 9 \| 広島 1万6 \| 宇和島 11万0 \| 岡山県南 8 \| 岡山県南 6 \| 大阪 7 \| \| 11 \| 兵庫尼崎 10万0 \| 高知安芸 6 \| 松山 1万2 \| 神戸 14万8 \| 神戸 7万3 \| 福岡 7万7 \| 広島 3万8 \| 徳島三好 1万3 \| 大阪 8 \| 福岡 1万1 \| 八幡浜 9万7 \| 大阪 4 \| 大阪 5 \| 神戸 7 \| \| 12 \| 京都 9万6 \| 東京23区 5 \| 岡山県南 1万1 \| 今治 13万2 \| 八幡浜 6万2 \| 千葉 7万5 \| 神戸 2万7 \| 埼玉浦和 1万2 \| 岡山県南 8 \| 静岡西部 9 \| 大阪 9万1 \| 大阪豊中 4 \| 京都 4 \| 東大阪 3 \| \| 13 \| 堺 8万6 \| 東京多摩 5 \| 高知高幡 1万1 \| 八幡浜 11万1 \| 大阪豊中 4万8 \| 高知幡多 7万2 \| 東大阪 2万1 \| 横浜 1万0 \| 神戸 7 \| 高知幡多 8 \| 広島 7万0 \| 埼玉浦和 3 \| 大阪豊中 4 \| 徳島三好 3 \| \| 14 \| 大阪豊中 7万6 \| 兵庫尼崎 4 \| 沖縄南部 1万0 \| 京都 9万9 \| 広島備後 4万8 \| 神戸 6万9 \| 愛知豊田 1万8 \| 東大阪 8 \| 徳島 7 \| 東京多摩 7 \| 横浜 6万0 \| 東京多摩 3 \| 兵庫播磨 4 \| 今治 3 \| \| 15 \| 東大阪 6万4 \| 高知幡多 4 \| 京都 8 \| 堺 9万5 \| 東大阪 4万4 \| 京都 5万4 \| 兵庫尼崎 1万7 \| 東京多摩 6 \| 堺 4 \| 徳島三好 7 \| 今治 5万3 \| 堺 3 \| 今治 3 \| その他 3以下 \| \| 合計 \| 873万8 \| 210万5 \| 90万0 \| 1118万5 \| 677万4 \| 448万5 \| 473万9 \| 79万9 \| 161万8 \| 68万0 \| 502万4 \| 145万6 \| 64万6 \| 53万7 \| \| 人口当たり \| 13.8 \| 46.8 \| 8.3 \| 18.8 \| 16.8 \| 6.9 \| 14.6 \| 4.6 \| 13.0 \| 4.3 \| 9.1 \| 15.4 \| 10.5 \| 10.0 \| \| うち 対四国内 \| 638万6 \| 201万1 \| 70万8 \| 724万8 \| 499万2 \| 231万1 \| 406万2 \| 40万2 \| 147万6 \| 44万5 \| 366万7 \| 138万0 \| 58万2 \| 46万7 \| \| うち 対四国内 \| 73.1% \| 95.5% \| 78.7% \| 64.8% \| 73.7% \| 51.5% \| 85.7% \| 50.3% \| 91.2% \| 65.4% \| 73.0% \| 94.8% \| 90.1% \| 87.0% \| \| うち 対大都市 \| 172万9 \| 5万4 \| 13万4 \| 184万5 \| 74万5 \| 124万8 \| 42万1 \| 18万2 \| 7万1 \| 9万3 \| 90万6 \| 5万2 \| 4万2 \| 4万6 \| \| うち 対大都市 \| 19.8% \| 2.6% \| 14.9% \| 16.5% \| 11.0% \| 27.8% \| 8.9% \| 22.8% \| 4.4% \| 13.7% \| 18.0% \| 3.6% \| 6.5% \| 8.6% \| \| うち 対他地方 \| 61万8 \| 3万9 \| 5万2 \| 208万6 \| 103万4 \| 92万1 \| 25万5 \| 20万9 \| 6万6 \| 13万8 \| 44万4 \| 2万0 \| 1万7 \| 2万0 \| \| うち 対他地方 \| 7.1% \| 1.9% \| 5.8% \| 18.6% \| 15.3% \| 20.5% \| 5.4% \| 26.2% \| 4.1% \| 20.3% \| 8.8% \| 1.4% \| 2.6% \| 3.7% \| \| \| 徳島 \| 三好 \| 南部 \| 東部 \| 西部 \| 松山 \| 新居浜 \| 今治 \| 宇和島 \| 八幡浜 \| 中央 \| 幡多 \| 高幡 \| 安芸 \| \| 徳島県 \| 徳島県 \| 徳島県 \| 香川県 \| 香川県 \| 愛媛県 \| 愛媛県 \| 愛媛県 \| 愛媛県 \| 愛媛県 \| 高知県 \| 高知県 \| 高知県 \| 高知県 \| \| - 「合計」は生活圏間ではなく県境を越えた人数。 - 「人口当たり」は合計を人口で割った数で、この数値が高いほど日常的に県境を越えた交流が多いことを示す。 | 色分け - ■：徳島県 - ■：香川県 - ■：愛媛県 - ■：高知県 - ■：その他地方 - ■：三大都市圏 | 生活圏区分 - 2010年（平成22年）国勢調査 - 徳島：徳島市、鳴門市、小松島市、吉野川市、阿波市、美馬市、勝浦郡、名東郡、名西郡、板野郡、美馬郡 - 人口：63万2078人、面積：1,803.31km2、人口密度：350.5人 / km2 - 徳島三好：三好市、三好郡 - 人口：4万4995人、面積：844.03km2、人口密度：53.3人 / km2 - 徳島南部：阿南市、那賀郡、海部郡 - 人口：10万8418人、面積：1,499.33km2、人口密度：72.3人 / km2 - 香川東部：高松市、さぬき市、東かがわ市、小豆郡、木田郡、香川郡、綾歌郡（宇多津町を除く） - 人口：59万3743人、面積：1,057.07km2、人口密度：561.7人 / km2 - 香川西部：丸亀市、坂出市、善通寺市、観音寺市、三豊市、綾歌郡（綾川町を除く）、仲多度郡 - 人口：40万2099人、面積：819.46km2、人口密度：490.7人 / km2 - 松山：松山市、伊予市、東温市、上浮穴郡、伊予郡 - 人口：65万2485人、面積：1,540.52km2、人口密度：423.5人 / km2 - 新居浜：新居浜市、西条市、四国中央市 - 人口：32万4013人、面積：1,163.87km2、人口密度：278.4人 / km2 - 今治：今治市、越智郡 - 人口：17万4180人、面積：450.31km2、人口密度：386.8人 / km2 - 宇和島：宇和島市、北宇和郡、南宇和郡 - 人口：12万4281人、面積：1,049.57km2、人口密度：118.4人 / km2 - 八幡浜：八幡浜市、大洲市、西予市、喜多郡、西宇和郡 - 人口：15万6534人、面積：1,473.91km2、人口密度：106.2人 / km2 - 高知中央：高知市、南国市、土佐市、香南市、香美市、長岡郡、土佐郡、吾川郡、高岡郡（佐川町、越知町、日高村） - 人口：55万5072人、面積：3,008.77km2、人口密度：184.5人 / km2 - 高知幡多：宿毛市、土佐清水市、四万十市、幡多郡 - 人口：9万4402人、面積：1,561.97km2、人口密度：60.4人 / km2 - 高知高幡：須崎市、高岡郡（高知中央の区域を除く） - 人口：6万1406人、面積：1,405.44km2、人口密度：43.7人 / km2 - 高知安芸：室戸市、安芸市、安芸郡 - 人口：5万3576人、面積：1,128.98km2、人口密度：47.5人 / km2 |                |                 |                |                |                 |                |                |                |                |               |               |                |
| 出発地→ ↓目的地 順位 | 徳島県                                                                                 | 徳島県 | 徳島県         | 香川県          | 香川県         | 愛媛県         | 愛媛県          | 愛媛県         | 愛媛県         | 愛媛県         | 高知県         | 高知県        | 高知県        | 高知県         |
| 出発地→ ↓目的地 順位 | 徳島                                                                                   | 三好 | 南部           | 東部            | 西部           | 松山           | 新居浜          | 今治           | 宇和島         | 八幡浜         | 中央           | 幡多          | 高幡          | 安芸           |
| 1 | 香川東部 405万7                                                                        | 香川西部 99万2 | 高知安芸 24万6 | 徳島 390万3     | 新居浜 182万8  | 香川東部 73万7 | 香川西部 199万2 | 香川東部 13万6 | 高知幡多 98万5 | 香川東部 12万4 | 香川東部 73万7 | 宇和島 119万5 | 宇和島 29万6  | 徳島南部 28万3 |
| 2 | 香川西部 92万1                                                                         | 香川東部 33万3 | 香川東部 22万2 | 岡山県南 138万5 | 徳島三好 93万6 | 高知中央 61万3 | 香川東部 81万2  | 香川西部 11万4 | 高知高幡 29万8 | 高知高幡 9万8  | 松山 68万0     | 香川東部 5万8 | 八幡浜 6万3   | 香川東部 6万1  |
| 3 | 高知中央 54万1                                                                         | 高知中央 31万5 | 高知中央 16万8 | 新居浜 79万2    | 徳島 88万1     | 香川西部 48万9 | 高知中央 54万4  | 広島備後 11万2 | 高知中央 13万5 | 香川西部 8万1  | 徳島 56万8     | 松山 4万1     | 新居浜 5万7   | 新居浜 5万6    |
| 4 | 新居浜 37万6                                                                           | 新居浜 26万7 | 香川西部 2万6  | 高知中央 66万7  | 岡山県南 70万3 | 東京23区 28万1 | 徳島三好 30万1  | 高知中央 7万0  | 香川東部 2万1  | 高知中央 8万1  | 香川西部 51万8 | 徳島 2万8     | 徳島 4万8     | 香川西部 1万7  |
| 5 | 松山 29万9                                                                             | 松山 6万6 | 大阪 2万1      | 松山 63万9      | 高知中央 52万6 | 徳島 25万8     | 徳島 28万4      | 徳島 6万1      | 香川西部 1万8  | 大分 6万2      | 新居浜 51万5   | 香川西部 2万0 | 香川東部 4万7 | 徳島 1万6      |
| 6 | 神戸 23万4                                                                             | 岡山県南 1万7 | 東京23区 1万8  | 徳島三好 49万4  | 松山 49万2     | 広島 25万1     | 岡山県南 12万5  | 東京23区 5万3  | 大分 1万5      | 徳島 4万4      | 徳島三好 26万6 | 八幡浜 1万6   | 香川西部 4万3 | 宇和島 1万5    |
| 7 | 岡山県南 22万5                                                                         | 今治 1万5 | 神戸 1万7      | 東京23区 36万7  | 今治 17万1     | 大阪 14万6     | 東京23区 8万4   | 広島 2万8      | 東京23区 1万3  | 岡山県南 1万9  | 東京23区 19万1 | 東京23区 1万3 | 松山 1万6     | 東京23区 1万1  |
| 8 | 大阪 21万7                                                                             | 大阪 1万3 | 新居浜 1万7    | 徳島南部 31万9  | 東京23区 12万1 | 岡山県南 13万9 | 高知高幡 5万4   | 岡山県南 2万0  | 広島 1万2      | 東京23区 1万8  | 岡山県南 13万4 | 新居浜 9      | 東京23区 1万2 | 岡山県南 1万1  |
| 9 | 東京23区 20万9                                                                         | 広島 8 | 東大阪 1万3    | 大阪 24万3      | 大阪 10万2     | 徳島三好 10万2 | 高知安芸 5万3   | 大阪 1万8      | 高知安芸 1万2  | 大阪 1万6      | 徳島南部 12万3 | 今治 9        | 徳島南部 8    | 松山 1万1      |
| 10 | 淡路 12万9                                                                             | 八幡浜 8 | 兵庫尼崎 1万3  | 広島 17万4      | 広島 8万1      | 横浜 9万9      | 大阪 4万8       | 神戸 1万4      | 福岡 9         | 広島 1万6      | 宇和島 11万0   | 岡山県南 8    | 岡山県南 6    | 大阪 7         |
| 11 | 兵庫尼崎 10万0                                                                         | 高知安芸 6 | 松山 1万2      | 神戸 14万8      | 神戸 7万3      | 福岡 7万7      | 広島 3万8       | 徳島三好 1万3  | 大阪 8         | 福岡 1万1      | 八幡浜 9万7    | 大阪 4        | 大阪 5        | 神戸 7         |
| 12 | 京都 9万6                                                                              | 東京23区 5 | 岡山県南 1万1  | 今治 13万2      | 八幡浜 6万2    | 千葉 7万5      | 神戸 2万7       | 埼玉浦和 1万2  | 岡山県南 8     | 静岡西部 9     | 大阪 9万1      | 大阪豊中 4    | 京都 4        | 東大阪 3       |
| 13 | 堺 8万6                                                                                | 東京多摩 5 | 高知高幡 1万1  | 八幡浜 11万1    | 大阪豊中 4万8  | 高知幡多 7万2  | 東大阪 2万1     | 横浜 1万0      | 神戸 7         | 高知幡多 8     | 広島 7万0      | 埼玉浦和 3    | 大阪豊中 4    | 徳島三好 3     |
| 14 | 大阪豊中 7万6                                                                          | 兵庫尼崎 4 | 沖縄南部 1万0  | 京都 9万9       | 広島備後 4万8  | 神戸 6万9      | 愛知豊田 1万8   | 東大阪 8       | 徳島 7         | 東京多摩 7     | 横浜 6万0      | 東京多摩 3    | 兵庫播磨 4    | 今治 3         |
| 15 | 東大阪 6万4                                                                            | 高知幡多 4 | 京都 8         | 堺 9万5         | 東大阪 4万4    | 京都 5万4      | 兵庫尼崎 1万7   | 東京多摩 6     | 堺 4           | 徳島三好 7     | 今治 5万3      | 堺 3          | 今治 3        | その他 3以下   |
| 合計 | 873万8                                                                                 | 210万5 | 90万0          | 1118万5         | 677万4         | 448万5         | 473万9          | 79万9          | 161万8         | 68万0          | 502万4         | 145万6        | 64万6         | 53万7          |
| 人口当たり | 13.8                                                                                   | 46.8 | 8.3            | 18.8            | 16.8           | 6.9            | 14.6            | 4.6            | 13.0           | 4.3            | 9.1            | 15.4          | 10.5          | 10.0           |
| うち 対四国内 | 638万6                                                                                 | 201万1 | 70万8          | 724万8          | 499万2         | 231万1         | 406万2          | 40万2          | 147万6         | 44万5          | 366万7         | 138万0        | 58万2         | 46万7          |
| うち 対四国内 | 73.1%                                                                                  | 95.5% | 78.7%          | 64.8%           | 73.7%          | 51.5%          | 85.7%           | 50.3%          | 91.2%          | 65.4%          | 73.0%          | 94.8%         | 90.1%         | 87.0%          |
| うち 対大都市 | 172万9                                                                                 | 5万4 | 13万4          | 184万5          | 74万5          | 124万8         | 42万1           | 18万2          | 7万1           | 9万3           | 90万6          | 5万2          | 4万2          | 4万6           |
| うち 対大都市 | 19.8%                                                                                  | 2.6% | 14.9%          | 16.5%           | 11.0%          | 27.8%          | 8.9%            | 22.8%          | 4.4%           | 13.7%          | 18.0%          | 3.6%          | 6.5%          | 8.6%           |
| うち 対他地方 | 61万8                                                                                  | 3万9 | 5万2           | 208万6          | 103万4         | 92万1          | 25万5           | 20万9          | 6万6           | 13万8          | 44万4          | 2万0          | 1万7          | 2万0           |
| うち 対他地方 | 7.1%                                                                                   | 1.9% | 5.8%           | 18.6%           | 15.3%          | 20.5%          | 5.4%            | 26.2%          | 4.1%           | 20.3%          | 8.8%           | 1.4%          | 2.6%          | 3.7%           |
| | 徳島                                                                                   | 三好 | 南部           | 東部            | 西部           | 松山           | 新居浜          | 今治           | 宇和島         | 八幡浜         | 中央           | 幡多          | 高幡          | 安芸           |
| 徳島県 | 徳島県                                                                                 | 徳島県 | 香川県         | 香川県          | 愛媛県         | 愛媛県         | 愛媛県          | 愛媛県         | 愛媛県         | 高知県         | 高知県         | 高知県        | 高知県        |                |

この他にも、高速道路の最大志向先（最も多くの車両が目指す目的地）は四国各県とも高松であり、四国地方では高松を中心とした相互交流が根付いている。このように地域ブロックの代表的な都市に人の流れが集中し、中心性を高める傾向は年々顕著になっている（詳細は#高速道路を参照）。
四国島内の交流に関して、高速道路のエックスハイウェイ化以後は四国アイランドリーグ（現・四国アイランドリーグplus）の発足などによって、より一体感を強める傾向にあり、各県それぞれの歴史や役割を生かした連携を深める段階に入っている。今後、四国4県が一つの地域として一体となった文化・経済活動や観光誘致が進んでいくと予想されている（「青い国四国」キャンペーンなどの実績もある）。

### 都市圏
都市雇用圏に拠る「都市圏」は以下の通り。※2010年（平成22年）国勢調査基準
1. 高松都市圏：人口790,008人、面積1,360.28km²、人口密度581人/km²。（2025年7月1日、推計人口）
2. 松山都市圏：人口611,119人、面積957.05km²、人口密度639人/km²。（2025年7月1日、推計人口）
3. 徳島都市圏：人口542,475人、面積2,160.08km²、人口密度251人/km²。（2025年7月1日、推計人口）
4. 高知都市圏：人口476,900人、面積1,918.69km²、人口密度249人/km²。（2025年7月1日、推計人口）
5. 新居浜都市圏：人口208,863人、面積744.48km²、人口密度281人/km²。（2025年7月1日、推計人口）
6. 今治都市圏：人口141,329人、面積419.21km²、人口密度337人/km²。（2025年7月1日、推計人口）
7. 宇和島都市圏：人口75,351人、面積808.49km²、人口密度93.2人/km²。（2025年7月1日、推計人口）
8. 四国中央都市圏：人口77,035人、面積421.24km²、人口密度183人/km²。（2025年7月1日、推計人口）
9. 四万十都市圏：人口61,864人、面積1,295.02km²、人口密度47.8人/km²。（2025年7月1日、推計人口）
10. 八幡浜都市圏：人口35,786人、面積226.48km²、人口密度158人/km²。（2025年7月1日、推計人口）

国勢調査において総務省統計局の定義する都市圏としては松山都市圏が四国で唯一掲載されている。その他、東瀬戸経済圏（瀬戸内をはさむ地域を経済的に一体としてみる統計上の呼称）などがある。
2000年（平成12年）調査から2005年（平成17年）調査では各都市圏の枠組みが変化する事例が見られた。具体的には、平成の大合併によって郊外自治体が中心市に編入されたり、丸亀都市圏のようにモータリゼーションの浸透による他都市の郊外化で都市圏自体が消滅したり、逆に西条都市圏のように既存の都市圏から離脱して新たな都市圏を形成する自治体も見られた。

### 主要都市
四国地方4県の主要都市を掲載する。
四国には飛び抜けて大きな都市はないが、4つの県庁所在地に人口がある程度集中し、各県におけるプライメイトシティとなっている。
その他は中規模な都市であり、人口10万人を超える市でさえ長らく新居浜市と今治市の2都市しかなかった。
平成の大合併の結果、松山市が50万人、高松市が40万人の大台に乗り、新たに西条市と丸亀市が10万人を超え、今治市も17万人に増大した。
しかし、人口動態は松山市と高松市と丸亀市が横ばいであるものの、その他の都市は、大きく減少してしまっている。
政令指定都市
- 該当市無し

中核市
- 松山市（495,581人）・高松市（407,487人）・高知市（310,644人）

施行時特例市
- 該当市無し

その他
上記以外の県庁所在地
- 徳島市（243,489人）

### 各県の表示順
各県の表示順は以下のようにさまざまな表示順が存在する。（当事典では地方公共団体コードの表示順を使用）
- 全国地方公共団体コードでの表記。これが主に公式に用いられる。
  - 徳島県 (36), 香川県 (37), 愛媛県 (38), 高知県 (39) の順。
- 宇高連絡船開設以降、長年に亙って香川県が四国の玄関口であったという理由で、香川始まりの表記
  - 香川県、徳島県、高知県、愛媛県の順。- 時計回り（郵便番号上二桁が順に76〜79）
  - 香川県、愛媛県、高知県、徳島県の順。- 反時計回り（エヌ・ティ・ティ・ドコモ四国など）
  - 香川県、徳島県、愛媛県、高知県の順。- 北から
  - 香川県、愛媛県、徳島県、高知県の順。- 北からを意図したが、愛媛県と徳島県の位置関係を誤解したのかもしれない。
- 4県庁所在地の人口規模順
  - 愛媛県、香川県、高知県、徳島県の順。
- その他
  - 愛媛県、香川県、徳島県、高知県の順。- 時計回り（NHK松山放送局の天気予報）

### 四国の「中心」
高松市と松山市の間では以前から「四国の中心都市」という座を巡って論争が繰り返されているが、特に近年は道州制に伴う州都（道都。以下では「道都」と表記する）の誘致に関連した論争が激化している。以下の都市がそれぞれ中心とされ、競合している。（→四国の道州制論議、日本の道州制論議）

#### 四国の中央

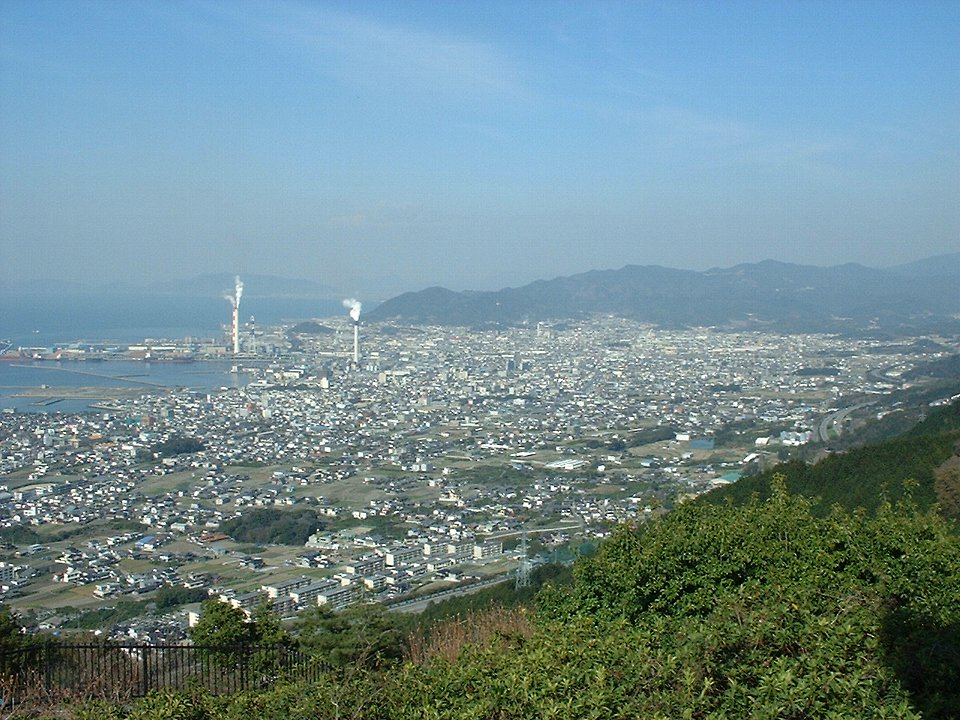
四国中央市（旧川之江市地区）の市街地

徳島県三好市
昔から交通の要衝であったことから「四国のへそ」と呼ばれる。三好市池田町を縦断する吉野川には、それに因んだ名称の橋が架かっている（池田へそっ湖大橋、四国中央橋など）。三好市山城町では、高知県から流れてきた吉野川に、愛媛県から流れて来た銅山川が合流する。昭和初期にはタバコ産業で繁栄しており、四国を代表する都市の一つであった。
愛媛県四国中央市
四国4県庁所在地を結ぶ高速道路網・エックスハイウェイのX字が交差する位置に当たる点、徳島と松山から等距離に位置する点、また合併当時、愛媛県を含む4県と接する唯一の自治体であった点から、合併の際に命名された（現在は三好市も同様に四国4県と接する自治体である）。将来、道州制が施行された際の道都を目指している。また、四国中央市に隣接し、より大きな人口を持つ愛媛県新居浜市も州都を目指している。

#### 四国の玄関

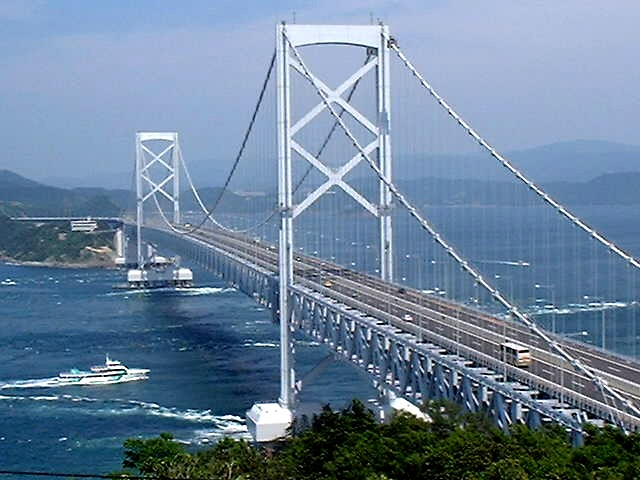
大鳴門橋

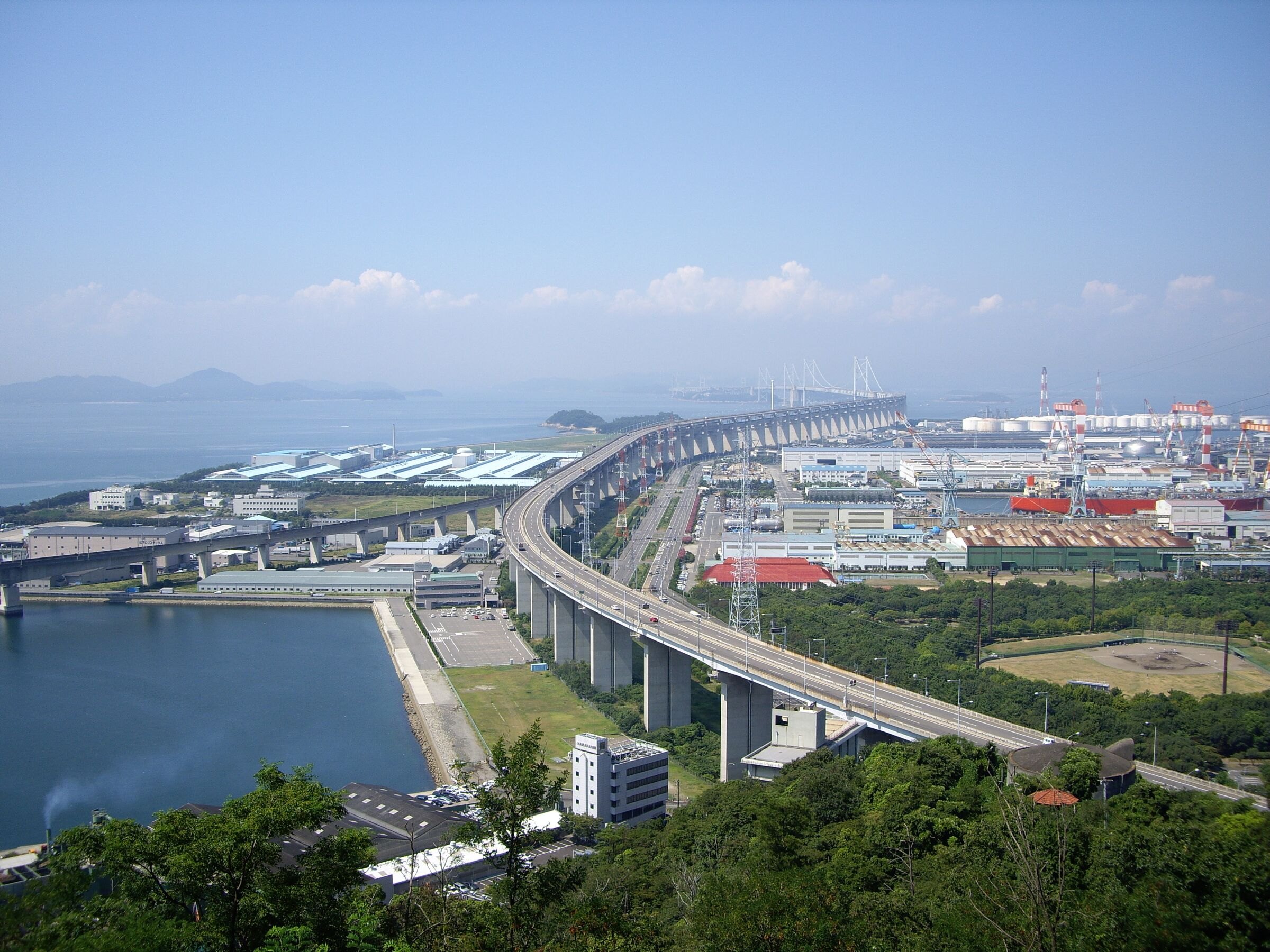
瀬戸大橋と、袂に広がる番の洲工業地帯（坂出市）

徳島県鳴門市
明石海峡大橋開通後、鳴門海峡に架かる大鳴門橋の交通量は瀬戸大橋を上回るようになり、新たな四国の玄関としての側面を持ち始めているが、徳島と和歌山を結ぶフェリーの人気も衰えるところを知らない。

3ルートから四国入りする場合、兵庫以西（中国・九州）と兵庫以東（前者以外）の人口を比べると17%：83%であり、圧倒的に神戸鳴門ルートを選択する場面が多くなる。神戸淡路鳴門自動車道の全通直後では、鳴門IC付近にある徳島トラックステーションを利用するトラックの増加が目立った。

また京阪神方面への高速バスは一端は年々増加、屈指のドル箱路線までに成長していたが、近年はETC大幅割引の影響で減便・廃止が出始めている。近年では、四国の高速道路網が充実してきたことから、松山市、高知市や高松市を出発して京阪神や首都圏へ向かう高速バスや農産物を積んだトラックが、鳴門を通過するケースが顕著になってきた。今後、徳島県内の高速道路の整備や4車線化が進めば、鳴門が四国の玄関口としてさらに重要な場所になる可能性もある。
本州四国連絡橋公団の交通量のページ
香川県坂出市、宇多津町
瀬戸大橋開通で、高松に代わる新たな四国の玄関口として注目された。橋の開通と併せて、新宇多津都市などの大規模開発が当時のバブル景気の中で進められ、高層ビルなどが建てられた。しかし、その後の明石海峡大橋の開通で、自動車による流動が神戸鳴門ルートに移動する傾向が見られている。一方で、鉄道では瀬戸大橋を渡る瀬戸大橋線が本州と繋がる唯一の路線となっており、現在も四国の玄関として機能している。
愛媛県今治市
上記2ルートに比べ本四間県境断面での交通量は劣るが、瀬戸内しまなみ海道によって本州と接続している。また、しまなみ海道以外にも安芸灘とびしま海道が広島県との県境断面を有しており、四国で唯一本州に至る道路を複数持つ。古くは瀬戸内海の航路の拠点の一つとして栄えたが、本四架橋の建設、航路の再編などにより港の付近が活力を失っている。また、平成の大合併で山間部や離島を取り込んだため、市内には過疎の進行が激しい地域もある。人口は四国内では大きい方で、県庁所在地を除く自治体としては最大、また工業出荷額も四国最大である。特に海運・造船業は、合併により圏域に点在していた海事産業が市内に含まれたこともあり、国内有数の規模がある。

#### 四国最大の都市

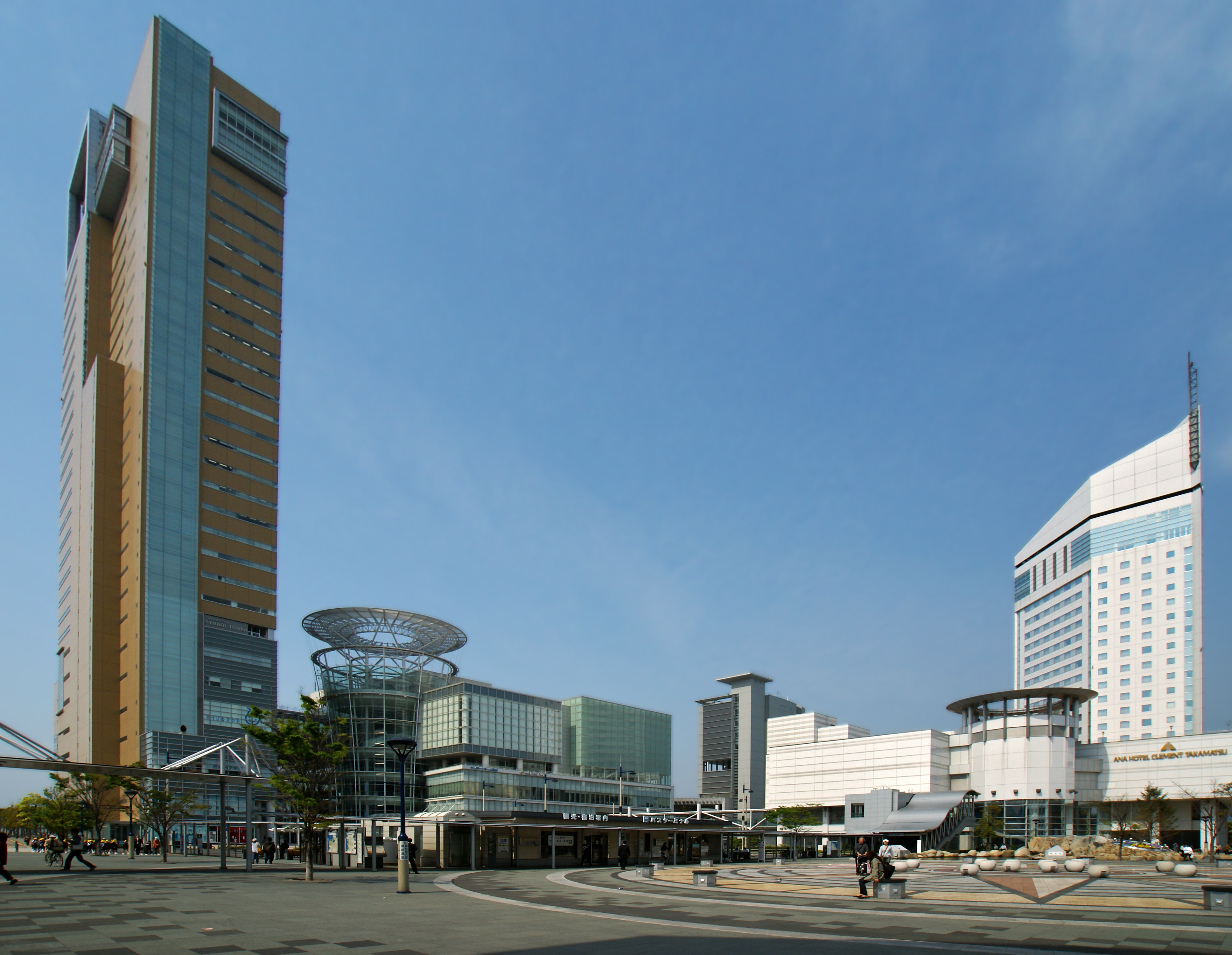
旧高松桟橋駅構内を再開発した高松市のサンポート地区

香川県高松市
本州と近距離にあることや、かつて宇高連絡船が運航していたことから、現在でも高等裁判所や高等検察庁などの官庁の地方支分部局（四国を管轄する出先機関）のほとんどが集まっている（一部松山市や高知市に所在する）。また、四国全域を営業区域とする四国電力やJR四国などの企業の本社や、全国的な大企業の四国本社・支社・支店なども高松市に立地することが多い。しかし、1988年（昭和63年）4月10日の瀬戸大橋開通や1998年（平成10年）4月5日の明石海峡大橋の開通による物流網の変化で、四国の玄関口としての機能は変化しつつあり、官庁や企業の管轄エリアが中国・四国地方に拡大した結果、高松における拠点が縮小傾向にある。
近年では、サンポート高松建設や丸亀町商店街の再開発事業での『丸亀町グリーン』の建設、道州制施行後の州都の誘致によって、拠点都市の座を確固たるものにしようとしている。平成の大合併時には周辺の町を編入し人口42万を抱える都市となり、都市雇用圏における都市圏人口も四国最大の84万人である（中四国においても第3位の人口規模）。また、栗林公園は『ミシュラン・グリーン・ガイド・ジャポン』に最高評価の3つ星に選定されている。

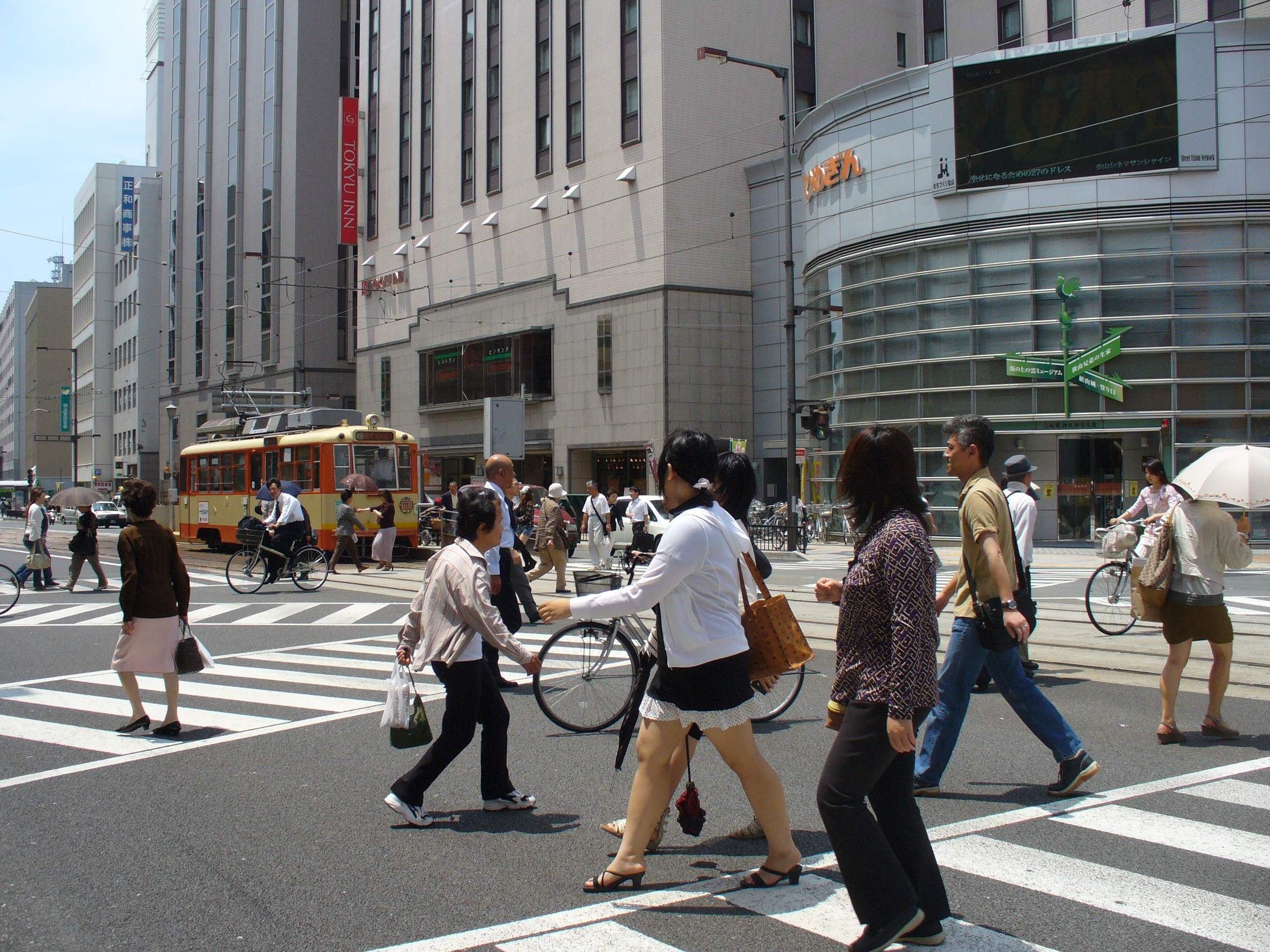
松山市の中心部（一番町）

愛媛県松山市
夏目漱石の小説「坊っちゃん」の舞台である松山市は、元より四国最大の人口を抱える都市であったが、平成の大合併により人口51万人を突破しており四国で唯一、総務省統計局により都市圏と規定された松山都市圏（72万人）を形成している（中四国においても第3位の人口規模）。国の出先機関としては四国総合通信局が存在し、これに関連して企業分野においてもNTTグループの四国支店、日本郵便グループの四国支店、NHK松山放送局（四国地方の基幹局）などが立地している。
松山空港の旅客利用者数・貨物取扱数・運航路線数は最多であり、中四国地方で見た場合も最多となっている。鉄道駅における利用者数もJR四国・私鉄を含めて伊予鉄道の松山市駅が四国最多となっており、松山市における明確な拠点を形成している。海上交通も盛んで、松山港には、広島・九州各地から旅客船が就航している。
また観光面においては、『ミシュラン・グリーン・ガイド・ジャポン』において最高評価の3つ星に選定された、日本最古の道後温泉本館や、2つ星に選定されている現存12天守の一つである松山城などで有名な観光都市があり、国からは法令で国際観光文化都市の指定を受けている。
2010年代になってからは市街地の再開発が行われ、ホテルの建設やJR松山駅周辺の高架整備、外環状道路の延伸が進んでいる。また、路面電車の松山空港方面への延伸計画が本格化するなど四国最大の観光都市としての都市機能充実が図られている。

## 教育

### 国立大学
- 徳島大学
- 鳴門教育大学
- 香川大学
- 愛媛大学
- 高知大学

### 公立大学
- 香川県立保健医療大学
- 愛媛県立医療技術大学
- 高知工科大学
- 高知県立大学

### 私立大学
- 四国大学
- 徳島文理大学
- 四国学院大学
- 高松大学
- 聖カタリナ大学
- 松山大学
- 松山東雲女子大学
- 高知学園大学

### 高等専門学校
- 阿南工業高等専門学校
- 香川高等専門学校
- 新居浜工業高等専門学校
- 弓削商船高等専門学校（商船高専）
- 高知工業高等専門学校

## 交通
四国は、古くから、畿内から地理的には比較的近距離に位置しながら、船での移動を余儀なくされていた。島民が本州と往来する場合は、瀬戸内海に架橋されるまで、船舶を用いるのが常であった（昭和に入ってからは航空路も）。海が本州との往来を不便にしていた一方で、陸においてはこの島の地形が島内の往来を阻んだ。四国を横断するように四国山地が走っており、長大トンネルの土木技術が確立するまで鉄道や道路の整備は困難を極めた。
鉄道交通は当初本州の山陽本線に連絡する形で伊予鉄道や讃岐鉄道などが建設され、その後各県ごとに土佐電気鉄道や徳島鉄道などの路線が整備されてゆき、各県の県庁所在地がお互いに鉄道で移動できるようになったのは昭和初期になった頃である。
20世紀に入って鉄道が整備されるにつれ、四国内・本州双方に対する交通至便性から高松市に企業の四国支店等が置かれた。20世紀末頃からは四国内の高速道路網の急速な進展や3本の本州四国連絡橋が架けられたこともあってモータリゼーションが進行し、長距離移動手段の中心がそれまでの鉄道から自家用車や高速バスへ変化した。このことにより京阪神・淡路島に近い鳴門市が再び交通の要衝となりつつある。一方で、フェリーは高速バスに客を取られたために21世紀に入ってからは縮小や廃止が相次いだ。

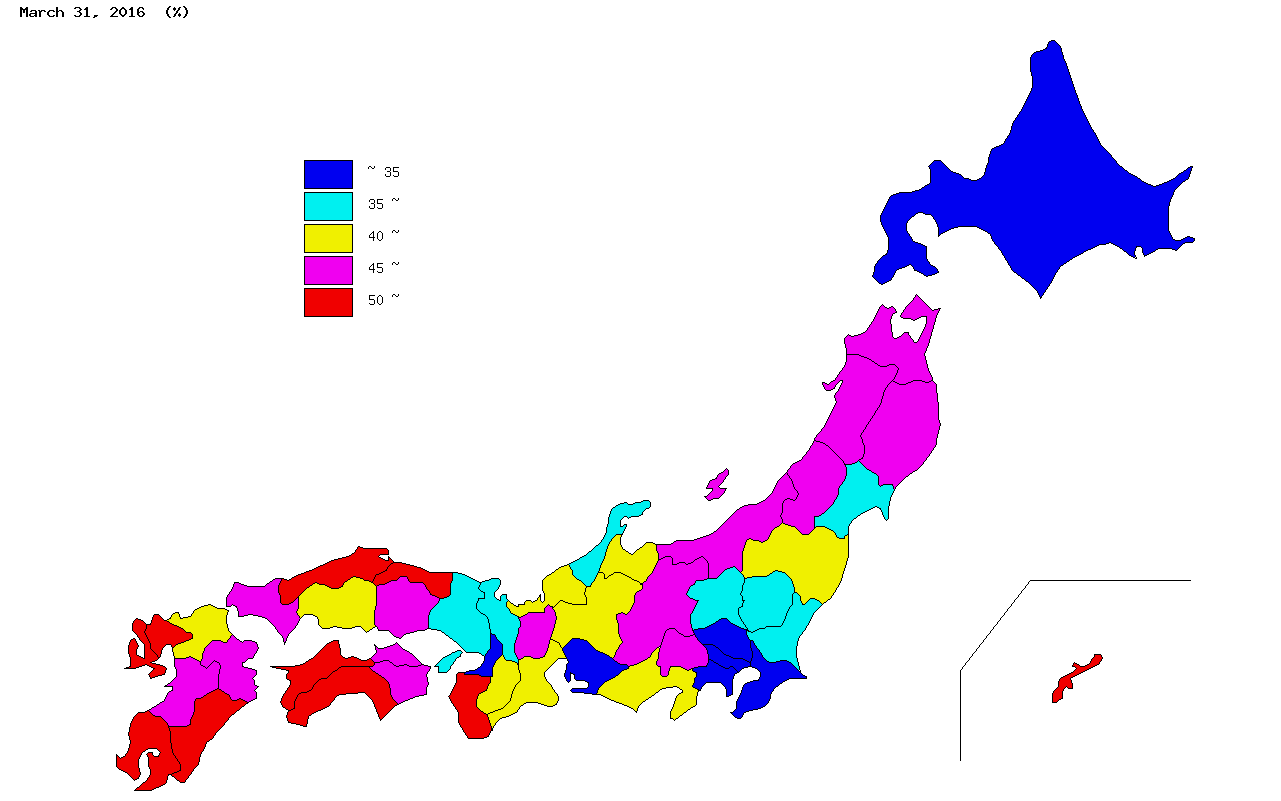
都道府県別の軽自動車保有比率（2016年3月末）

なお、四国4県の「全自動車に対する軽自動車の保有シェア」（2016年3月末現在、全国平均39.0%）は51.0%と、地方別では唯一半数を超えている。軽自動車は、普通車と比べて安価な料金設定になっており、おおむね普通車よりも燃費も良いため、四国ではマイカー移動が交通手段として定着している。
| 都市名 | 人力系 | 人力系 | 人力系 | 公共交通機関 | 公共交通機関 | 公共交通機関 | 公共交通機関 | 公共交通機関 | 自家用車系 | 自家用車系 | 自家用車系 | その他 | 出典   |
| 都市名 | 徒歩   | 自転車 |        | 鉄道         | 乗合バス     | 貸切バス     | タクシー     |              | 自家用車   | オートバイ |            | その他 | 出典   |
| ------ | ------ | ------ | ------ | ------------ | ------------ | ------------ | ------------ | ------------ | ---------- | ---------- | ---------- | ------ | ------ |
| 徳島市 | 5.51%  | 26.13% | 31.64% | 1.54%        | 2.58%        | 0.40%        | 0.24%        | 4.76%        | 57.31%     | 6.21%      | 63.52%     | 5.06%  | [ 33 ] |
| 高松市 | 5.44%  | 23.43% | 28.87% | 7.95%        | 1.82%        | 0.41%        | 0.16%        | 10.34%       | 57.45%     | 6.60%      | 64.05%     | 3.17%  | [ 34 ] |
| 松山市 | 6.31%  | 27.80% | 34.11% | 5.59%        | 2.36%        | 0.34%        | 0.29%        | 8.58%        | 45.14%     | 15.03%     | 60.17%     | 3.54%  | [ 35 ] |
| 高知市 | 4.98%  | 27.24% | 32.22% | 3.42%        | 2.81%        | 0.37%        | 0.38%        | 6.98%        | 52.30%     | 10.83%     | 63.13%     | 4.28%  | [ 36 ] |
| 岡山市 | 5.02%  | 24.85% | 29.87% | 7.45%        | 4.63%        | 0.43%        | 0.23%        | 12.74%       | 56.91%     | 4.43%      | 61.34%     | 3.76%  | [ 37 ] |
| 広島市 | 8.60%  | 21.20% | 29.80% | 17.16%       | 13.54%       | 1.06%        | 0.44%        | 32.20%       | 35.61%     | 8.86%      | 44.47%     | 5.53%  | [ 38 ] |
| 全国   | 6.88%  | 15.98% | 22.86% | 24.82%       | 7.40%        | 1.14%        | 0.22%        | 33.58%       | 47.51%     | 3.87%      | 51.38%     | 4.38%  | [ 39 ] |

全国平均と比較した四国全体の傾向として、公共交通機関（鉄道・電車、バス、ハイヤー・タクシー）の割合が極端に低く、相対的に人力系（徒歩、自転車）と自家用車系（自家用自動車、オートバイ）の占める割合が高くなっている。徳島市はその傾向が最も顕著で、高知市は四国の平均値に近似している。松山市は人力系の割合が比較的高く、公共交通機関の割合も平均よりは高いほか、自家用車系に関してはオートバイの割合が突出して高い一方で、自家用車割合の低さがそれを相殺しているため、結果自家用車系の割合が4県中最も低くなっている。特徴的なのが高松市で、自家用車系の割合は四国各地と同様に高いばかりか最高値を示している一方、四国全体の傾向とは逆に公共交通機関の割合も高いばかりかこれも最高値を示し、人力系割合の低さを吸収する結果となっている。また、高松市の公共交通機関の割合は鉄道に大きく偏っており、バスおよびタクシーの割合は最低となっている。

### 鉄道

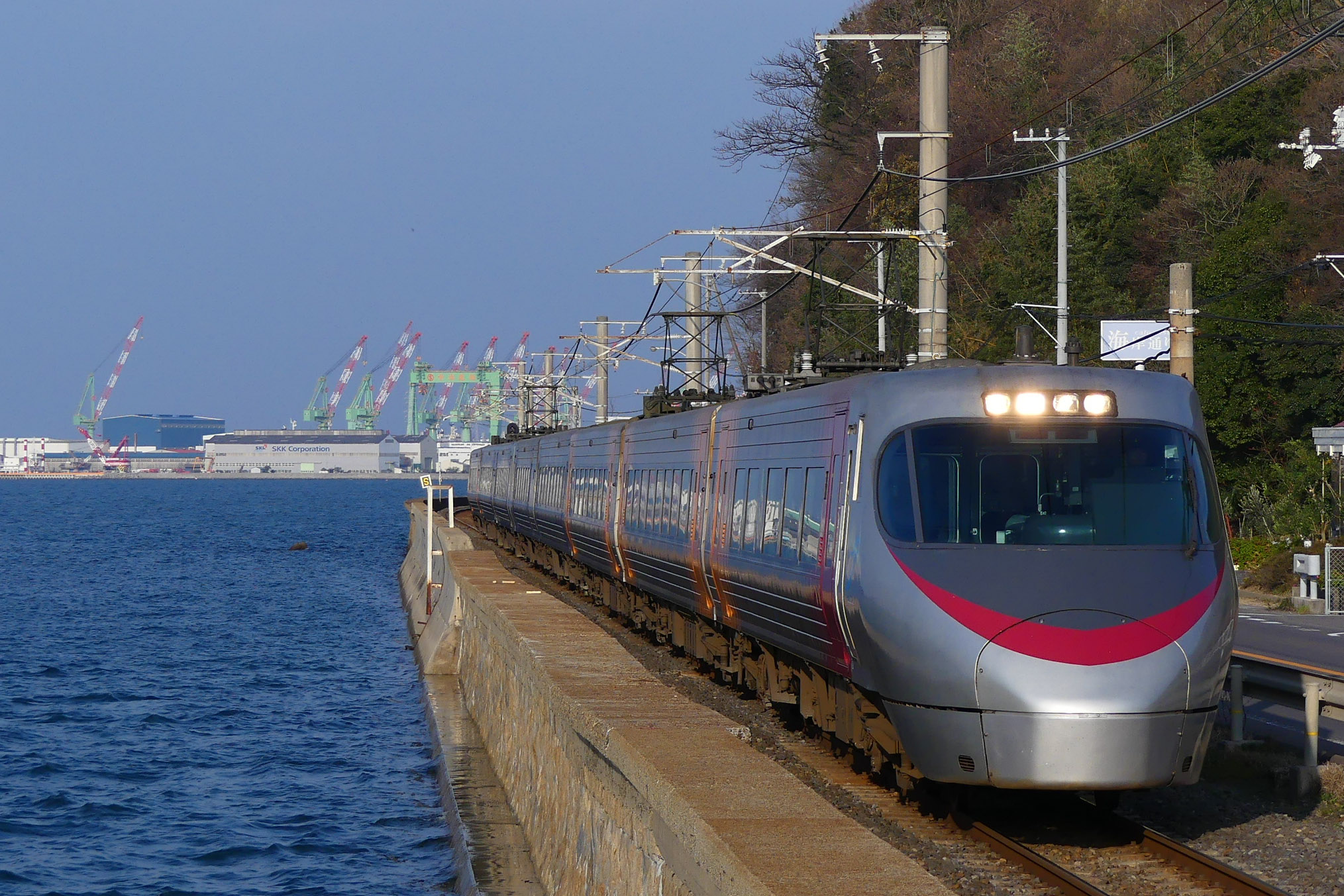
松山 - 岡山・高松を結ぶ予讃線の特急しおかぜ・いしづち

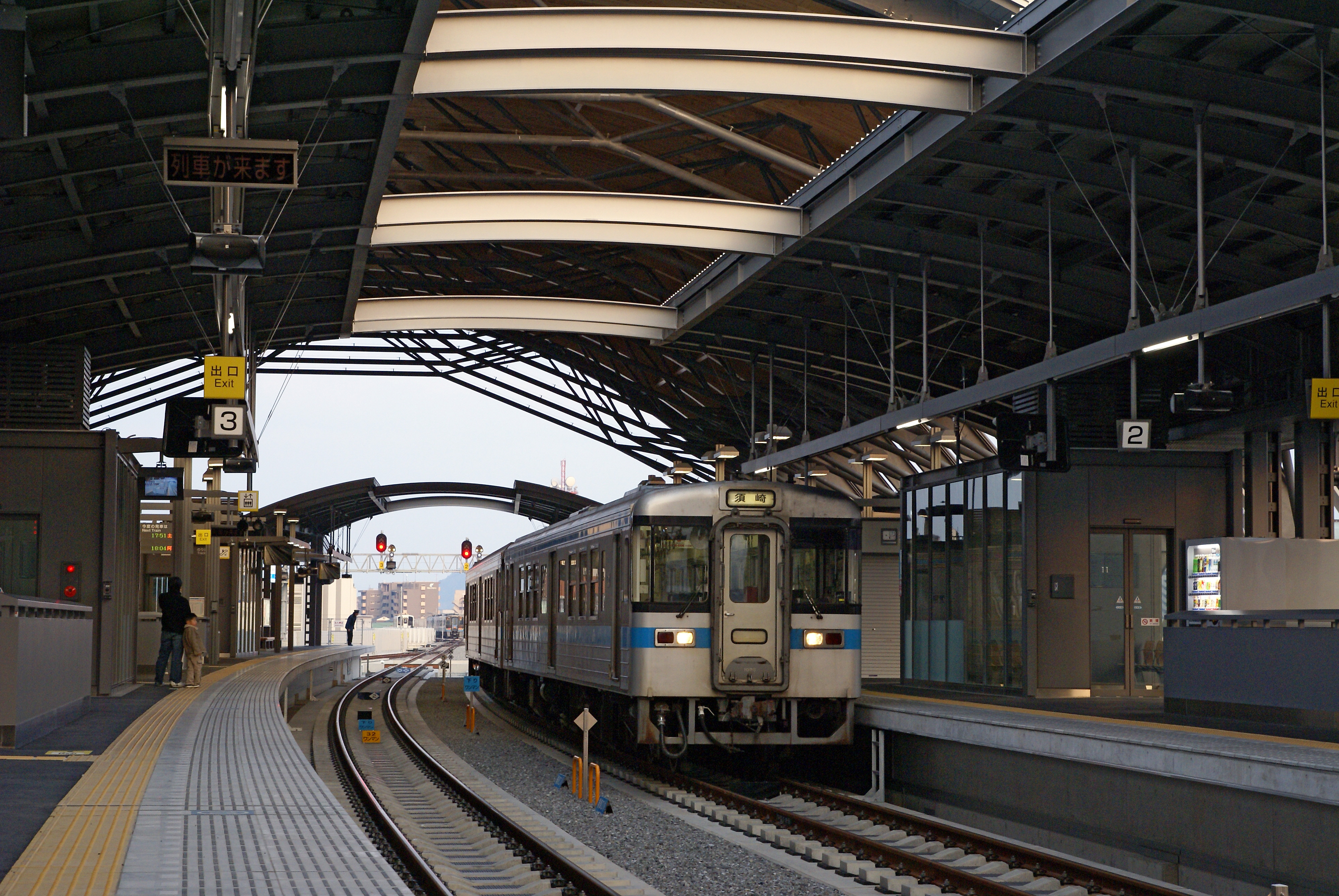
土讃線高知駅のドームに覆われたホーム

JR四国は、高松と松山・高知・徳島の都市間を結ぶ各線と岡山を結ぶ瀬戸大橋線をメインルートとする。電化区間は予讃線の高松 - 松山 - 伊予市と瀬戸大橋線、土讃線の多度津 - 琴平。複線区間は予讃線の高松 - 多度津と瀬戸大橋線の一部のみである。
日本の主要4島の中で唯一新幹線が走行していない。
国鉄時代、比較的早期に無煙化（蒸気機関車からディーゼル車輌へ置換）し、自動信号化が推進されたが、その後は設備や施設の改善が後回しにされ、国鉄末期まで四国島内の国鉄線に電化区間が存在しなかった。2006年現在でも、香川県と愛媛県を結ぶ予讃線の一部など、積極的に電化・高速化促進した区間を除いて、島内のほとんどのJR線は未だ電化されていない。
また、電化区間の一部のトンネルでは車幅制限のため、本州規格の車両が使えず、本州線との直通運転に不都合が生じていたり、単線区間が多いにもかかわらず、過度の輸送量増加によって生じたダイヤの過密傾向の弊害で、多くの待避線に常に交換や優等待ちの列車を待避させており、これ以上のダイヤの過密化に拍車を掛ける高速化は好ましくないなど、解決しなければならない難問が山積していた。
民営化後、各都市間の路線は順次高速化されたが、山がちな地形による線形の悪さと、単線のために増発ができないことなどから、年々整備の進む高速道路網を利用した高速バスに対抗できなくなりつつある。また、もともと海運が盛んな上に、鉄道の本四連絡が1経路であるのに対し、道路は3経路あり、観光ルートが分散されたこともあり、各交通機関との競争は非常に激しい。
抜本的な高速化として四国新幹線計画があり、2011年以降、基礎調査の結果を受けて、整備計画への格上げを求める誘致活動が活発化している（詳細は四国新幹線のページを参照）。早ければ、37年にリニア中央新幹線の新大阪駅延伸が実現し、三大都市圏が一体化した「スーパーメガリージョン」の形成が見込まれる。四国新幹線整備促進期成会では、これに合わせて2037年の四国新幹線開業を目指している。
香川・愛媛・高知の各県にある私鉄各線は県都の近郊輸送を担っている（徳島県には第三セクターではない純粋の民営鉄道路線は存在しない）。

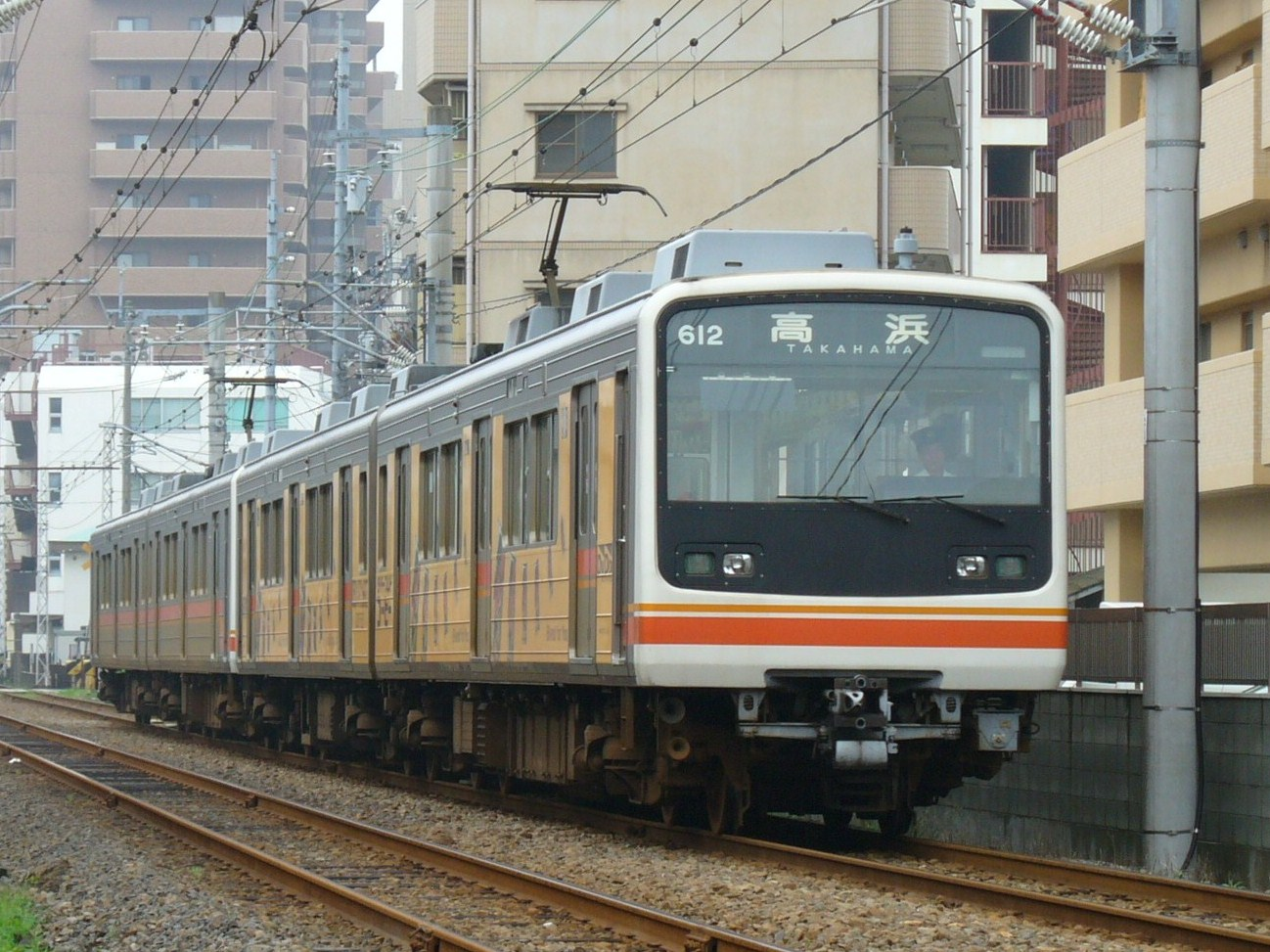
四国初の鉄道路線である伊予鉄道高浜線を走る610系電車

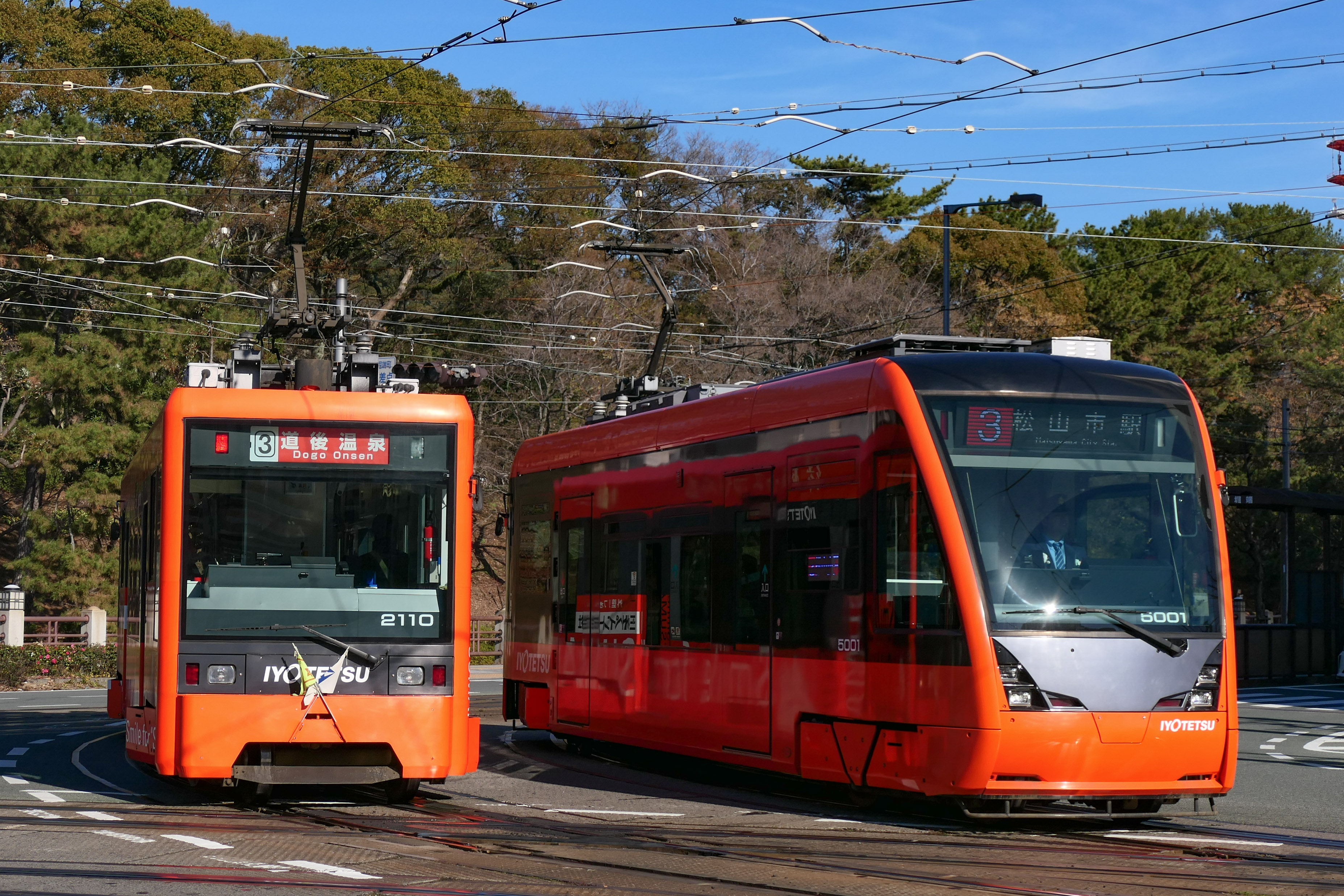
伊予鉄道市内線（城南線）を走る2100形電車（左）5000形電車（右）

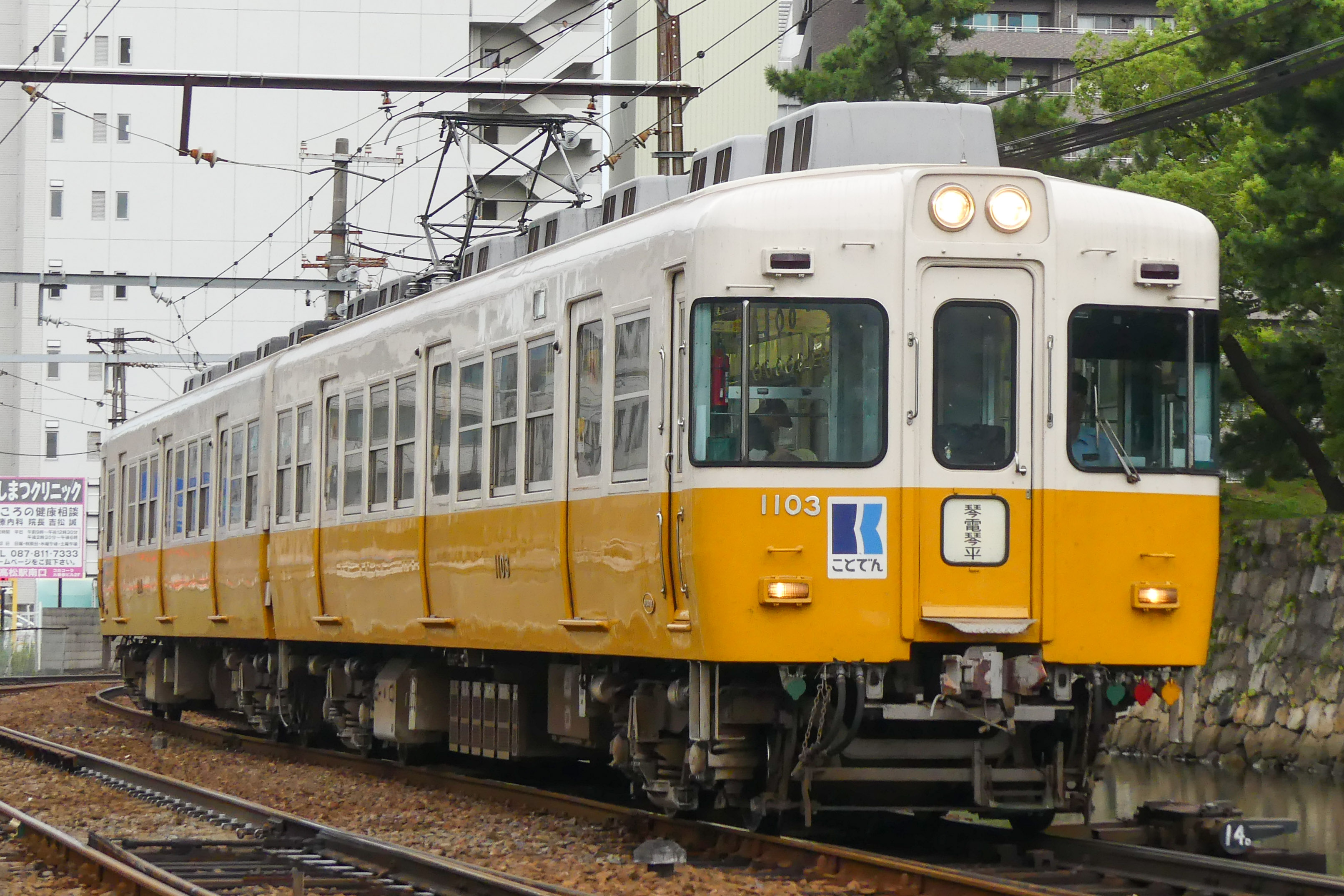
高松琴平電気鉄道の本線格である琴平線を走る1100形電車（元京王初代5000系）

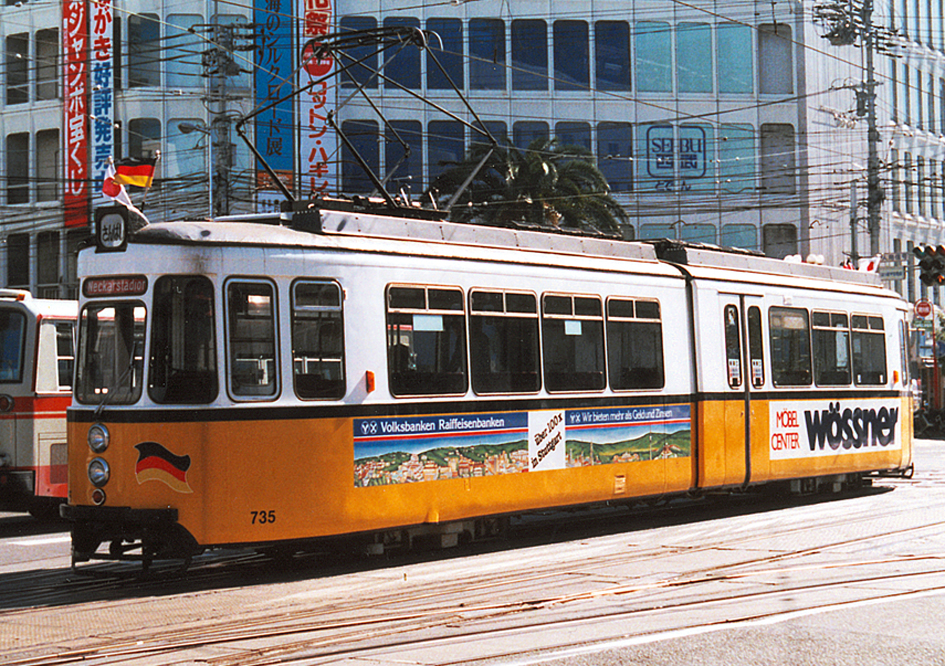
とさでん交通桟橋線はりまや橋付近を走る735形電車（元ドイツ・シュトゥットガルト市電）

四国旅客鉄道
| - 内子線 - 高徳線 - 徳島線 - 土讃線 - 鳴門線 | - 本四備讃線（瀬戸大橋線） - 牟岐線 - 予讃線 - 予土線 |

私鉄・第三セクター線
| - 阿佐海岸鉄道 - 阿佐東線 - 伊予鉄道 - 高浜線 - 横河原線 - 郡中線 - 城北線 - 城南線 - 本町線 - 大手町線 - 花園線 - 連絡線 | - 高松琴平電気鉄道 - 琴平線 - 志度線 - 長尾線 - 土佐くろしお鉄道 - 中村線 - 宿毛線 - ごめん・なはり線 - とさでん交通 - 後免線 - 伊野線 - 桟橋線 - 駅前線 |

未成線（計画中もしくは過去に計画のあった路線）
- 阿佐線：奈半利 - 甲浦間
- 宿毛線：宿毛 - 宇和島間
- 四国新幹線

### バス
高速路線
本四架橋（後述）や島内の高速道路の整備により、各県都間や島内と本州を結ぶ路線が多数開設されている。
特に徳島や高松と京阪神を結ぶ高速バス路線は日本でも屈指のドル箱路線に成長しており、日中毎時3〜4本ほどの便が設定されている。
しかし、近年はETC大幅割引の影響で減便や廃止が出始めている。
一般路線
好調な高速バスに対して、香川県の多度津以西では全てのバス路線が廃止されるなど、各都市内の一般バス路線は厳しい状況に置かれていると言える。
しかしながら、愛媛県内と徳島近郊に限った場合は、東予やしまなみ海道沿いでは瀬戸内運輸（と子会社の瀬戸内海交通）が、中予では四国で唯一オムニバスタウンに指定されている松山市を中心に伊予鉄バスが、南予では宇和島自動車と伊予鉄南予バスが、徳島近郊では徳島バスや徳島市営バスなどがそれぞれ高頻度のサービスを展開している。
また他県でも自治体の補助によるコミュニティバス路線の開設など、少しずつではあるが四国の一般路線バス事情も改善されてきている。
- 愛媛・香川と関東を結ぶJR四国バスのドリーム高松・松山号
- 高松市に本社を置くことでんバスの中型ノンステップバス
- 松山市に本社を置く伊予鉄バスの高速路線バス
- 伊予鉄バスの路線バス
- 高知東部交通の観光用ボンネットバス・ゴトゴト1号

### 本四架橋

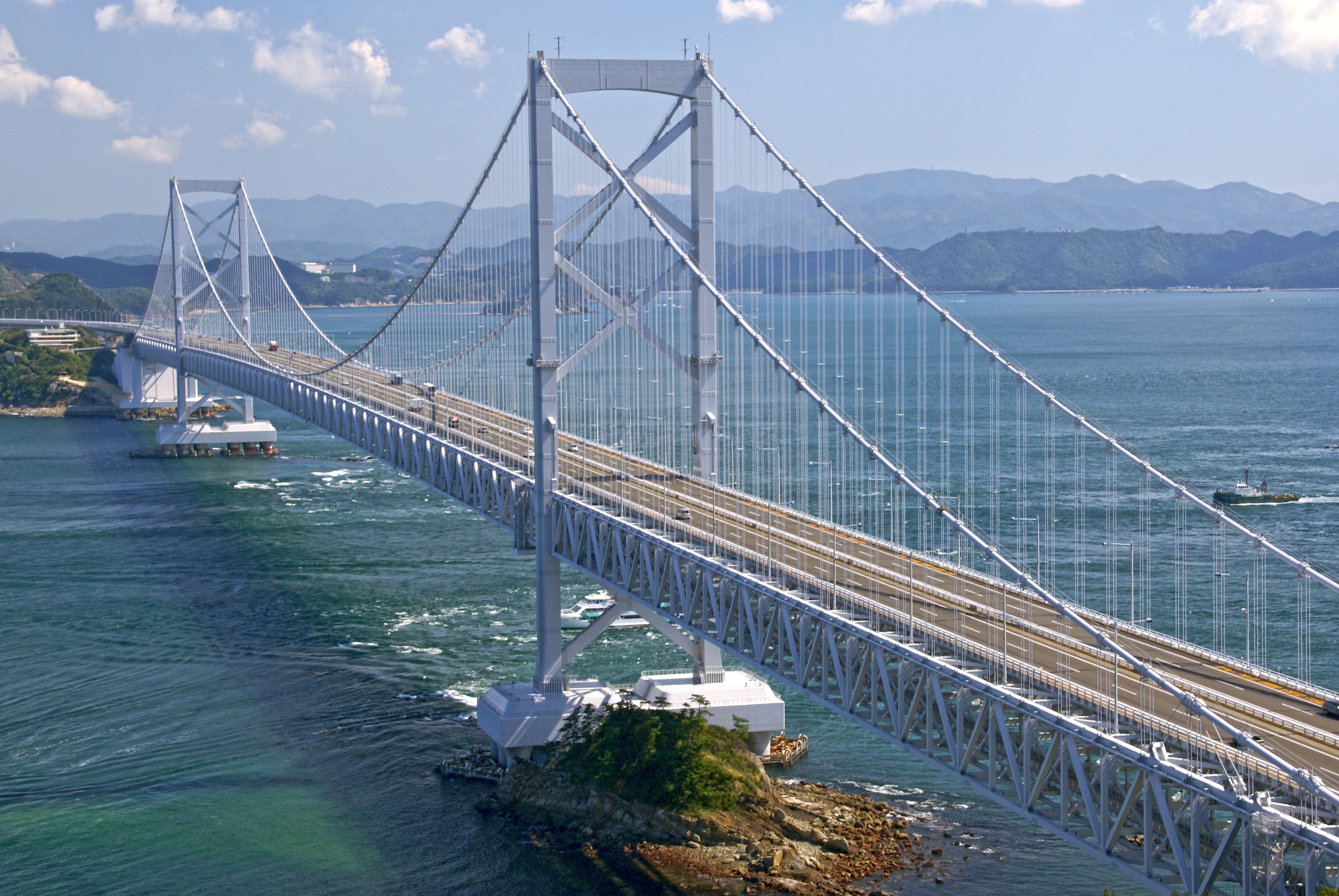
大鳴門橋

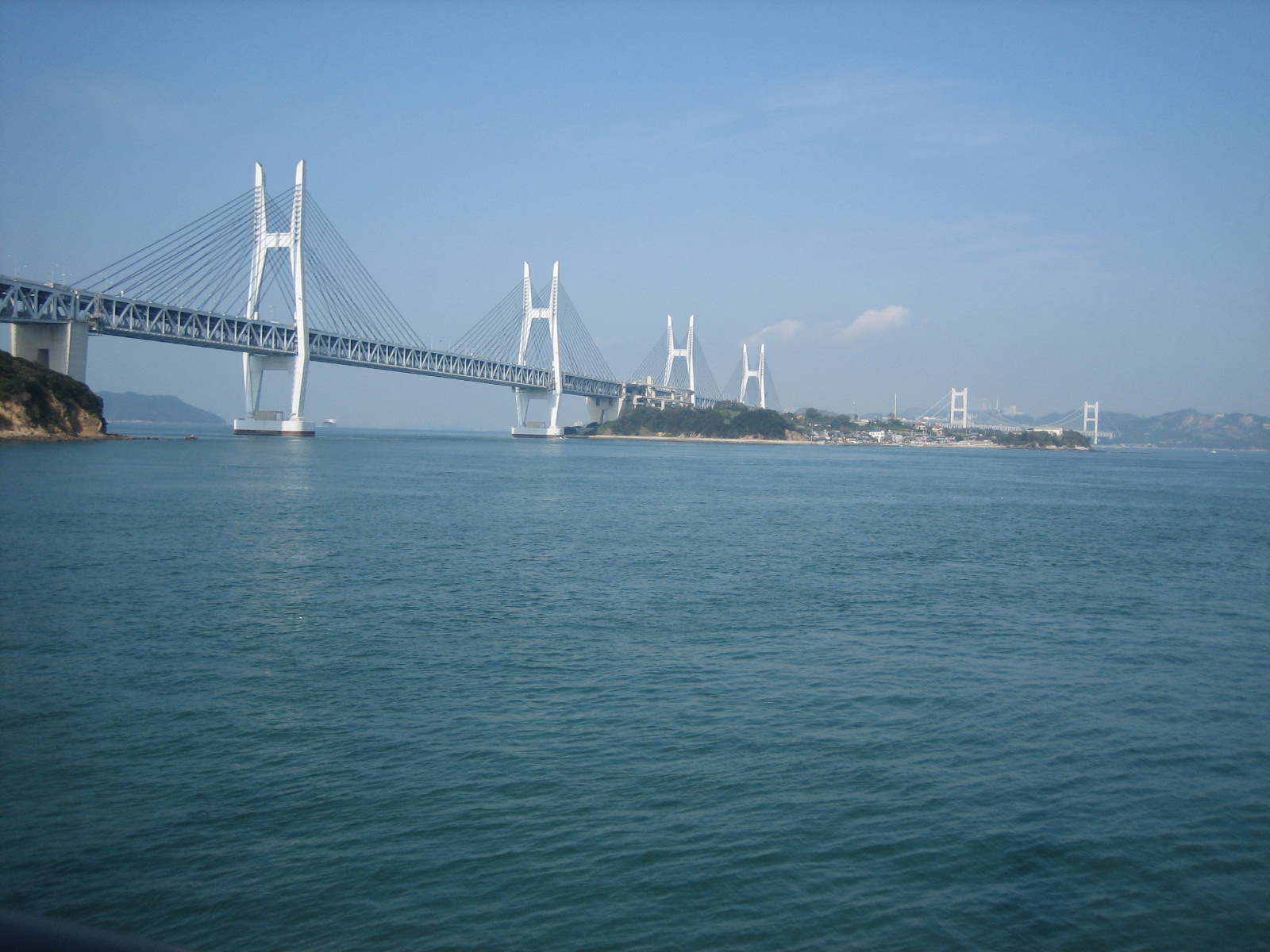
瀬戸大橋（岩黒島橋、櫃石島橋）

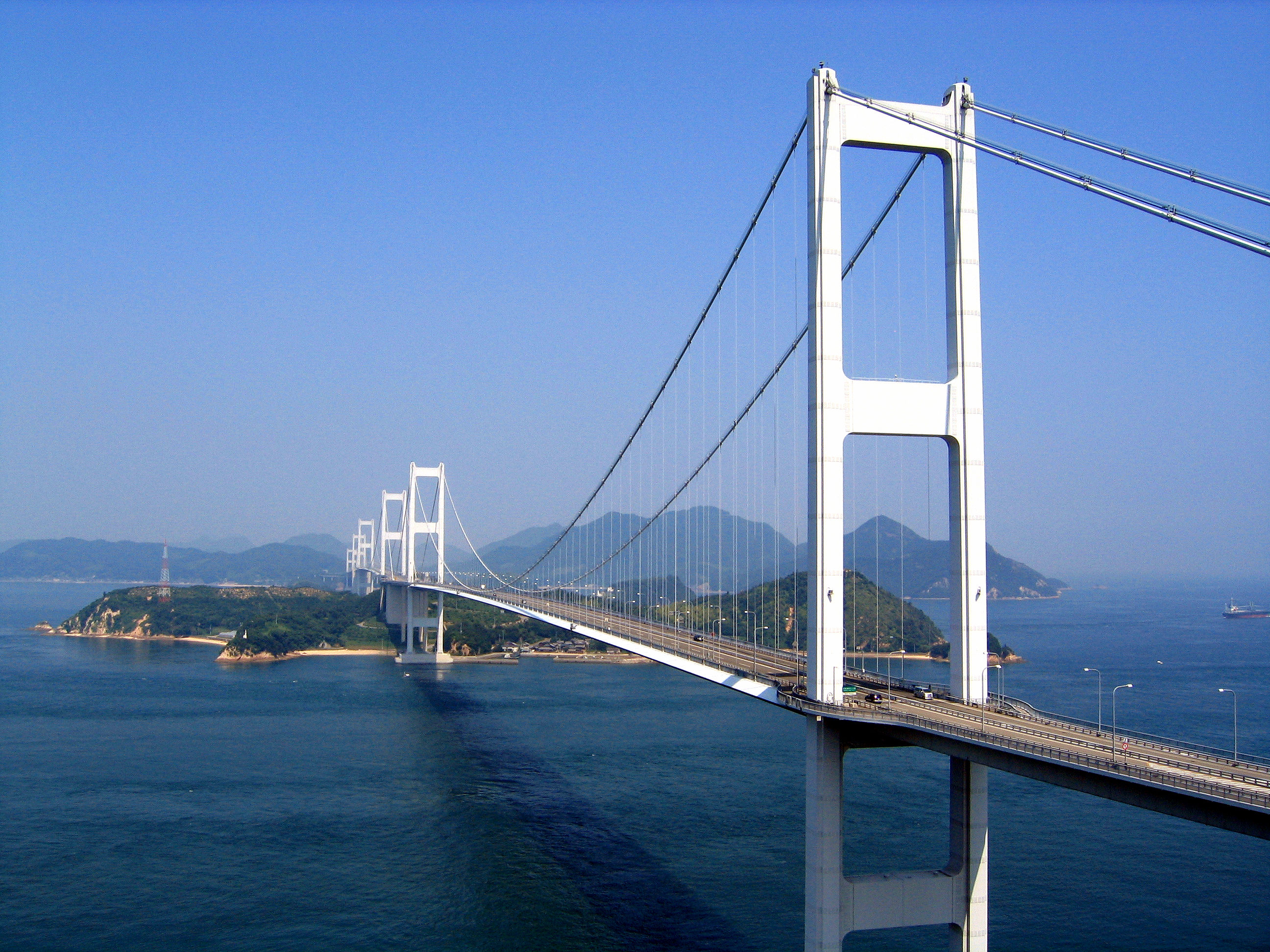
来島海峡大橋

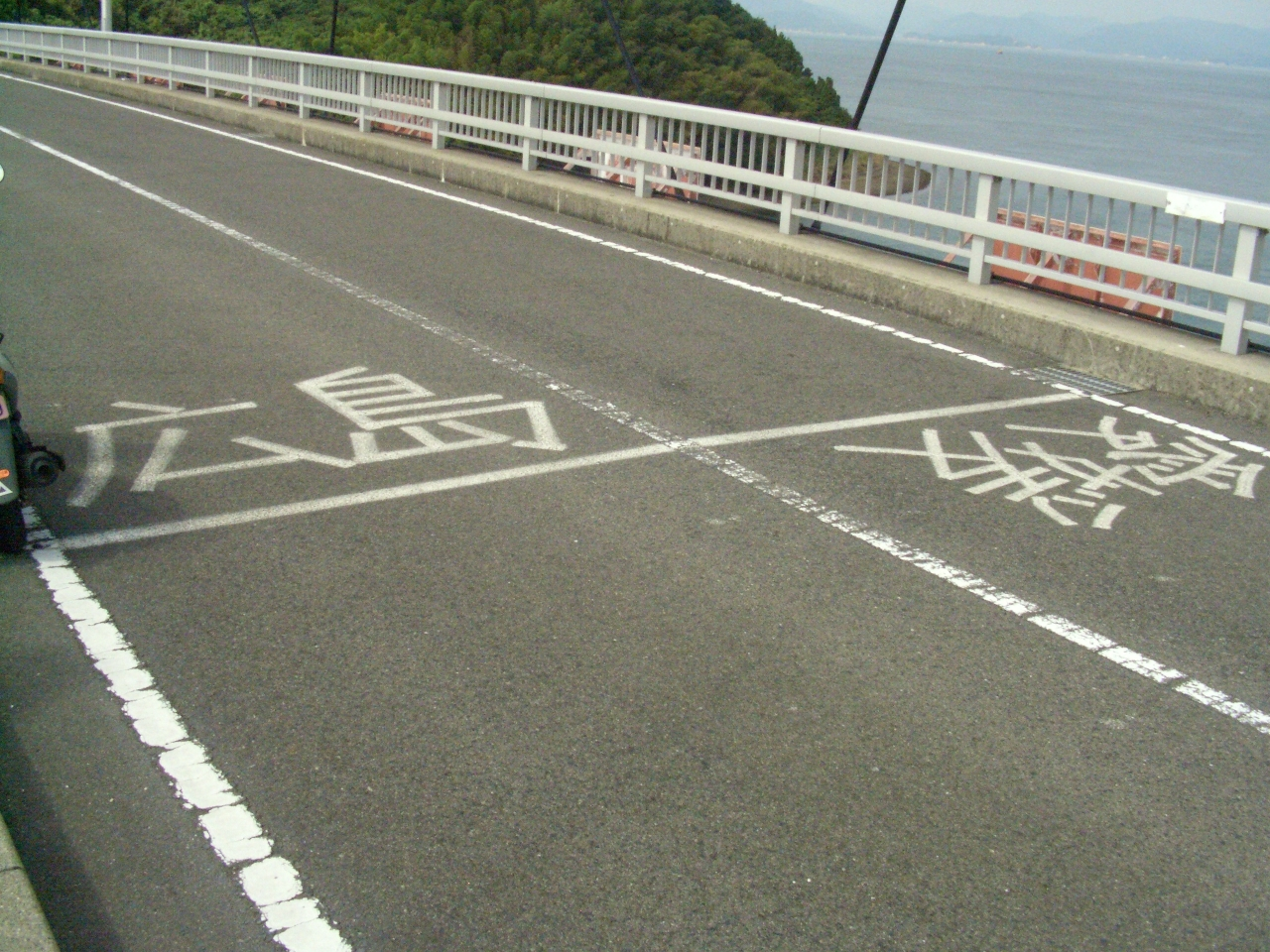
岡村大橋

本州四国連絡橋として、鳴門市〜神戸市、坂出市〜倉敷市、今治市〜尾道市の3本のルートがある。このうち、瀬戸大橋が鉄道（複線直流電化）と高速道路の併用橋であり、大鳴門橋は将来的に併用できる設計になっている。その他は道路専用橋である。また、瀬戸内しまなみ海道（尾道・今治ルート）には、歩行者・自転車・原動機付自転車（125cc以下）の専用道路も併設されている。
当初は、最初に完成し、宇高連絡船（2019年休止）があったことなどから瀬戸大橋が本四間の基幹ルートとして位置付けられていたが、その後は全線完成した神戸鳴門ルートに本州・四国間の流動が移動しつつある。これは、日本の主要な大都市圏のほとんどが四国以東の地域に位置しており、大都市圏の一つである京阪神に神戸淡路鳴門自動車道が最短距離で直結していることが、大きな要因として挙げられる。
- 神戸淡路鳴門自動車道（神戸鳴門ルート）
  - 明石海峡大橋
  - 大鳴門橋
  - 撫養橋
- 瀬戸中央自動車道（児島坂出ルート）
  - 下津井瀬戸大橋
  - 櫃石島橋
  - 岩黒島橋
  - 与島橋
  - 北備讃瀬戸大橋
  - 南備讃瀬戸大橋
- 西瀬戸自動車道（尾道今治ルート、瀬戸内しまなみ海道）
  - 新尾道大橋
  - 因島大橋
  - 生口橋
  - 多々羅大橋
  - 大三島橋
  - 伯方・大島大橋（伯方橋、大島大橋）
  - 来島海峡大橋（来島海峡第一大橋・来島海峡第二大橋・来島海峡第三大橋）

なお、上記3ルート以外に本四間の県境断面を持つ道路として、広島・愛媛県境を跨ぐ岡村大橋が存在する。これは広島県の離島架橋事業である安芸灘諸島連絡架橋（安芸灘とびしま海道）の一部であり、本州へは接続されているものの、四国本土へは接続されていない。ただし、本州と四国地方を接続していることには違いないため、「裏しまなみ海道」や「第4の本四架橋ルート」と冗談交じりに呼ばれることがある。
- 安芸灘諸島連絡架橋（安芸灘とびしま海道）
  - 安芸灘大橋
  - 蒲刈大橋
  - 豊島大橋
  - 豊浜大橋
  - 平羅橋
  - 中の瀬戸大橋
  - 岡村大橋

### 道路網

#### 高速道路
四国は、国内で高速道路の整備が特に遅れた地方であった。四国で最初に高速道路が計画されたのは徳島自動車道であり、最初の開通は1985年、松山自動車道の三島川之江IC〜土居IC間である（沿道には四国における高速道路発祥の地と書かれた看板がある）。その1986年度末における高速道路整備率は、全国が34%であったのに対し、四国は2%と非常に低い水準であった。
以後、急速に整備が進んだ結果、2000年には四国4県庁所在地が高速道路で結ばれる「エックスハイウェイ」が完成、2002年度末には整備率が66%に達し、遂に全国水準の63%を上回った。現在は松山自動車道の南予方面への延伸、高知自動車道の高知県西部方面への延伸、四国横断自動車道の徳島県南部方面への延伸（鳴門JCT〜阿南IC）、そのほか高速道路空白地帯解消のため阿南安芸自動車道や高知松山自動車道等の建設工事が順次進められており、「四国8の字ネットワーク」を目指している。
高速道路網の整備はモータリゼーションの進行と相まって、それまで沈黙状態であった四国内の相互交流を活発化させる結果となった。1990年時点における高松市と松山市を出発地とする最大流動先はそれぞれ四国外の都市（岡山市、広島市）であったが、1995年以降は四国内の都市（徳島市、高知市）に変わり、同様に徳島市と高知市も全体の流動数そのものが四国内に向けて増加している。
当初は、これら高速道路網充実の副作用としてストロー効果による大阪都市圏への経済流出の可能性が指摘され、実際に大阪圏へ直通する神戸淡路鳴門自動車道が開通した徳島県では、同圏への高速バスの利用が伸び、2008年2月時点で一日300便が運行されるなどしている。しかし、この現象はフェリーと2002年に廃止された徳島飛行場伊丹便利用者が高速バスへ移行した結果であり、大阪圏への流動数全体は横ばいか年々減少し、逆に香川県への流動が年々増加している。これと同じ懸念は高松道板野IC〜高松中央IC開通した当時の香川県でも指摘され、実際に高速バスの神戸・大阪便が需要を高めているが、大阪圏への流動自体は横ばいであり、1990年まで圧倒的多数であった岡山県への流動が激減し、徳島県への流動が激増してそれを上回っている。
同時に発生している現象として、四国全体の人の流れが高松市へ集中し始めており、その中心性を年々高める傾向にある。その理由としてはやはり高速道路網の充実とモータリゼーションの進行が挙げられ、例えば1990年の徳島における最大志向先は京阪神であったものが、1999年調査時には高松へと変化した。
- 2022年3月末現在開通している区間

| 営業路線名           | 構成するA路線またはA'路線（斜体）                                        | 供用区間                                                                      |
| -------------------- | ------------------------------------------------------------------------ | ----------------------------------------------------------------------------- |
| E11 高松自動車道     | 四国横断自動車道                                                         | 鳴門IC〜川之江JCT、 坂出JCT～坂出IC（坂出支線）                               |
| E11/E32 徳島自動車道 | 四国横断自動車道、四国縦貫自動車道                                       | 鳴門JCT〜川之江東JCT                                                          |
| E32/E56 高知自動車道 | 四国横断自動車道、四国縦貫自動車道、須崎道路、窪川佐賀道路、中村宿毛道路 | 川之江JCT〜四万十町中央IC、 四万十町西IC〜黒潮拳ノ川IC、 四万十IC〜宿毛和田IC |
| E11/E56 松山自動車道 | 四国横断自動車道、四国縦貫自動車道、大洲道路、宇和島道路                 | 川之江JCT〜津島岩松IC                                                         |
| E55 徳島南部自動車道 | 四国横断自動車道                                                         | 徳島JCT〜徳島津田IC                                                           |

| 路線名                                   | 事業箇所名または補足                           | 供用区間                                         |
| ---------------------------------------- | ---------------------------------------------- | ------------------------------------------------ |
| E76 今治小松自動車道（一般国道196号）    | 今治小松道路                                   | 今治湯ノ浦IC〜いよ小松JCT                        |
| E55 高知東部自動車道（一般国道55号）     | 高知南国道路、南国安芸道路                     | 高知JCT〜高知龍馬空港IC、 香南のいちIC〜芸西西IC |
| E28 神戸淡路鳴門自動車道（一般国道28号） | （神戸・鳴門ルート）                           | 垂水JCT〜鳴門IC                                  |
| E30 瀬戸中央自動車道（一般国道30号）     | （児島・坂出ルート、瀬戸大橋）                 | 早島IC〜坂出IC                                   |
| E76 西瀬戸自動車道（一般国道317号）      | （尾道・今治ルート、愛称：瀬戸内しまなみ海道） | 西瀬戸尾道IC〜今治IC                             |

| 路線名               | 供用区間                             |
| -------------------- | ------------------------------------ |
| E55 阿南安芸自動車道 | 小野IC〜日和佐出入口、柏木IC〜芝崎IC |

#### 一般国道
徳島・松山・高松・高知の4県庁所在地を結ぶ国道11号・国道32号・国道33号・国道55号・国道56号などが道路網の中核を成す。また国道28号・国道30号・国道317号が本州四国連絡橋を通じて本州と、国道197号が国道九四フェリーを通じて九州との間を結んでいる。
山地を通る路線には未整備のものが多く、国道193号・国道439号などのように国道とは思えない隘路・悪路を抱えた路線も残存している（しばしば「酷道」などと揶揄される）。山地が多いことや内陸部に人口が少ないことなどもあり、全般に四国の道路整備率は他の地方に比べ低い。
四国に一桁国道は存在せず、最も若い数字を持つ路線は国道11号である。二桁国道は11号と28号の他はすべて30番台と50番台、三桁国道はすべて190番台と300番台、400番台になっている。200番台の国道は1つも存在しない。
| 国道名 | 起点     | 主な 経由地 | 終点       | 指定区間       | 総延長 (km) | 実延長 (km) | 実延長 割合 |
| --- | -------- | ----------- | ---------- | -------------- | ----------- | ----------- | ----------- |
| 国道11号 | 徳島市   | 高松市      | 松山市     | 全線           | 272.7       | 272.7       | 100.00%     |
| 国道28号 | 神戸市   | 洲本市      | 徳島市     | 海上を除く全線 | 194.6       | 157.8       | 81.09%      |
| 国道30号 | 岡山市   | 玉野市      | 高松市     | 海上を除く全線 | 97.4        | 59.9        | 61.50%      |
| 国道32号 | 高松市   | 三好市      | 高知市     | 全線           | 143.5       | 139.7       | 97.35%      |
| 国道33号 | 高知市   | 仁淀川町    | 松山市     | 全線           | 129.3       | 126.2       | 97.60%      |
| 国道55号 | 徳島市   | 室戸市      | 高知市     | 全線           | 241.1       | 232.4       | 96.39%      |
| 国道56号 | 高知市   | 宇和島市    | 松山市     | 全線           | 336.2       | 332.5       | 98.90%      |
| 国道192号 | 西条市   | 三好市      | 徳島市     | 全線           | 140.1       | 96.8        | 69.09%      |
| 国道193号 | 高松市   | 美馬市      | 海陽町     | 重複区間       | 160.3       | 149.5       | 93.26%      |
| 国道194号 | 高知市   | いの町      | 西条市     | 重複区間       | 88.9        | 76.9        | 86.50%      |
| 国道195号 | 高知市   | 那賀町      | 徳島市     | 重複区間       | 178.3       | 152.3       | 85.42%      |
| 国道196号 | 松山市   | 今治市      | 小松町     | 全線           | 81.7        | 81.7        | 100.00%     |
| 国道197号 | 高知市   | 大洲市      | 大分市     | 重複区間       | 275.7       | 204.7       | 74.25%      |
| 国道317号 | 松山市   | 今治市      | 尾道市     | 今治市-尾道市  | 192.1       | 175.1       | 91.15%      |
| 国道318号 | 徳島市   | 吉野川市    | 東かがわ市 | 重複区間       | 43.7        | 23.8        | 54.46%      |
| 国道319号 | 坂出市   | 三好市      | 四国中央市 | 坂出市-三好市  | 131.1       | 61.3        | 46.76%      |
| 国道320号 | 宿毛市   | 宇和島市    | 鬼北町     | 重複区間       | 90.6        | 36.1        | 39.85%      |
| 国道321号 | 四万十市 | 土佐清水市  | 宿毛市     | なし           | 84.2        | 84.2        | 100.00%     |
| 国道377号 | 鳴門市   | 琴平町      | 観音寺市   | 重複区間       | 120.9       | 62.3        | 51.53%      |
| 国道378号 | 伊予市   | 八幡浜市    | 宇和島市   | なし           | 123.5       | 117.8       | 95.38%      |
| 国道380号 | 八幡浜市 | 大洲市      | 久万高原町 | 重複区間       | 66.6        | 22.3        | 33.48%      |
| 国道381号 | 須崎市   | 四万十町    | 宇和島市   | なし           | 113.6       | 71.1        | 62.59%      |
| 国道436号 | 姫路市   | 小豆島町    | 高松市     | 重複区間       | 99.8        | 33.6        | 33.67%      |
| 国道437号 | 松山市   | 周防大島町  | 岩国市     | なし           | 87.5        | 62.0        | 70.86%      |
| 国道438号 | 徳島市   | つるぎ町    | 坂出市     | 重複区間       | 175.0       | 172.0       | 98.29%      |
| 国道439号 | 徳島市   | 土佐町      | 四万十市   | 重複区間       | 348.1       | 242.3       | 69.61%      |
| 国道440号 | 松山市   | 久万高原町  | 檮原町     | 重複区間       | 89.3        | 35.3        | 39.53%      |
| 国道441号 | 大洲市   | 鬼北町      | 四万十市   | なし           | 114.6       | 97.4        | 84.99%      |
| 国道492号 | 高松市   | 美馬市      | 大豊町     | 重複区間       | 133.5       | 30.7        | 23.00%      |
| 国道493号 | 高知市   | 奈半利町    | 東洋町     | 重複区間       | 112.6       | 49.5        | 43.96%      |
| 国道494号 | 松山市   | 仁淀川町    | 須崎市     | 重複区間       | 114.4       | 80.6        | 70.45%      |
| ※太字は非重複の単独区間において指定区間が存在する路線。※斜線は四国外と結ばれている路線。 ※指定区間項の「重複区間」とは他国道との重複区間のみが指定区間になっている路線で、単独区間に限れば「なし」と同義。 |          |             |            |                |             |             |             |

#### V字ルート
昭和40年代の観光宣伝において、四国の主要観光地を効率よく回遊するルート提案として、松山市-高知市-高松市をつなぐルート（国道32号、国道33号）が考えられ、ちょうどアルファベットの「V」字状であるため、V字ルートと呼ばれるようになった。

### 航路

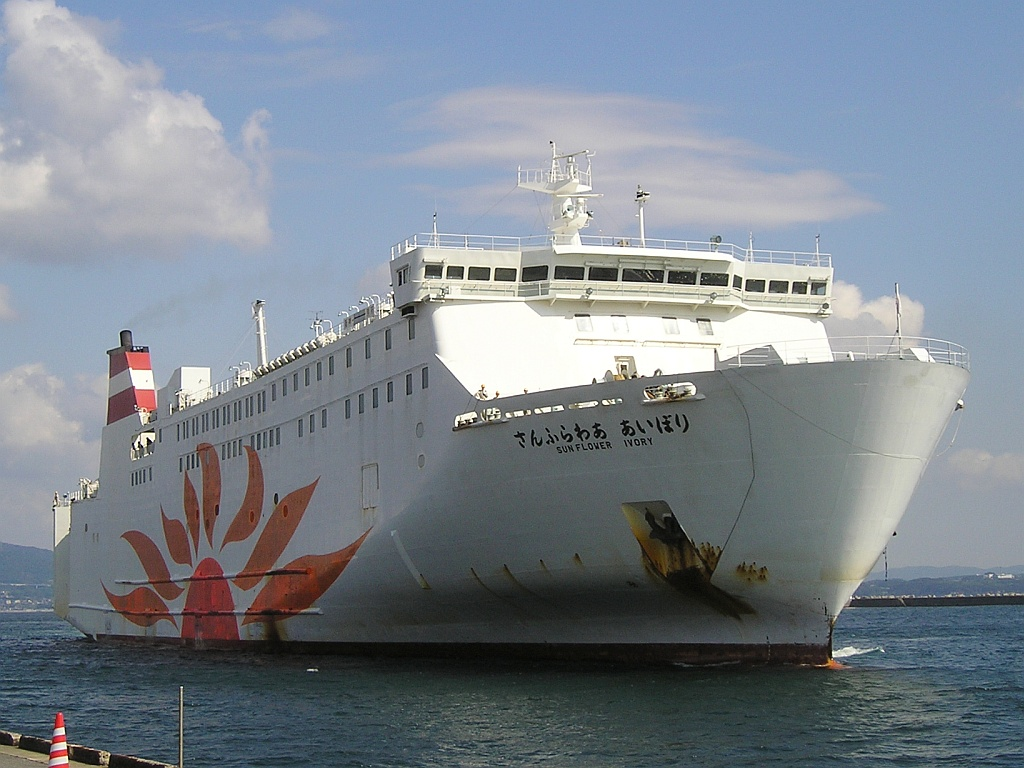
九州から松山を経由して大阪へ就航していた関西汽船。同社は四国が関わる多くの航路の運営に関わった。

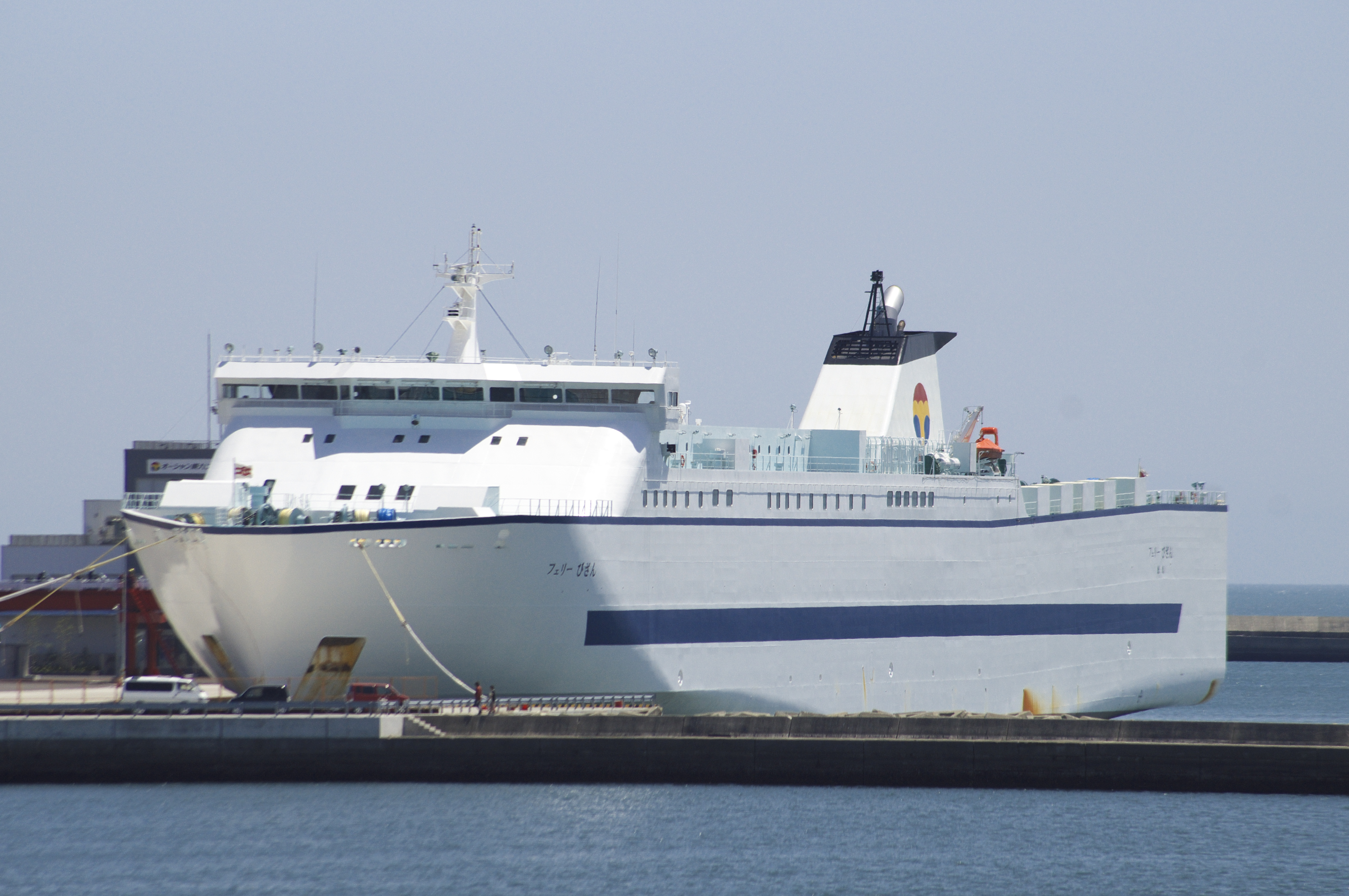
徳島と東京・北九州航路に就航しているオーシャン東九フェリー

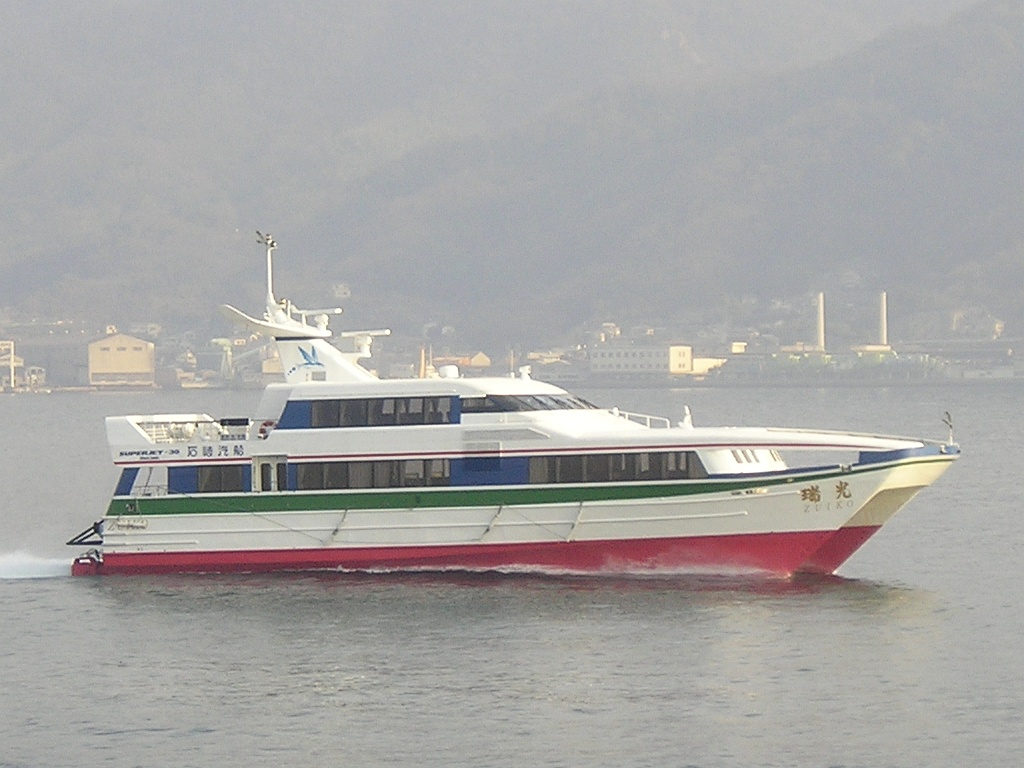
芸予航路に就航している高速船「スーパージェット」

律令時代には南海道の一角であり、船で移動する地方であった。近代以降も同様の状態が続いたが、本州四国連絡橋の供用により定期旅客航路は激減した。
主要航路
- 宇高航路
  - 岡山県玉野市の宇野港と香川県高松市の高松港を結ぶ。かつては主要航路だったが2020年現在は運航を休止している。
- 香川県と関西を結ぶ航路
  - 高松東港〜（一部坂手港）〜神戸港（ジャンボフェリー）
  - 福田港〜姫路港（小豆島フェリー）
- 小豆島と岡山県を結ぶ航路
  - 土庄港〜新岡山港（小豆島フェリー、両備フェリー）
  - 土庄港〜唐櫃港〜家浦港〜宇野港（小豆島豊島フェリー）
  - 大部港〜日生港（瀬戸内観光汽船）
- 東京と徳島および九州を結ぶ航路
  - 東京港〜徳島港〜新門司港（オーシャン東九フェリー）
- 阿紀航路
  - 徳島県と和歌山県を結ぶ航路。四国東部においては神戸淡路鳴門自動車道が全通するまで本州へ渡る主要ルートの一つとして使われた。現在は徳島港と和歌山港を結ぶ南海フェリーがこの航路を受け継いでいる。
- 阿摂航路
  - 徳島県と大阪府、兵庫県を結ぶ航路。古くから徳島と大阪を直接結ぶ航路として繁栄したが、神戸淡路鳴門自動車道の全通に伴い全ての航路が廃止された。
- 愛媛県と関西を結ぶ航路
  - 東予港〜大阪南港
  - 新居浜東港〜神戸港
- 愛媛県と広島県を結ぶ航路（芸予航路）
  - 松山港〜呉港〜広島港
- 愛媛県と山口県を結ぶ航路
  - 松山港〜柳井港
- 四国と九州を結ぶ航路
  - 松山港〜小倉港
  - 八幡浜港〜臼杵港
  - 八幡浜港〜別府港
  - 三崎港〜佐賀関港
  - 宿毛湾港〜佐伯港

### 空港

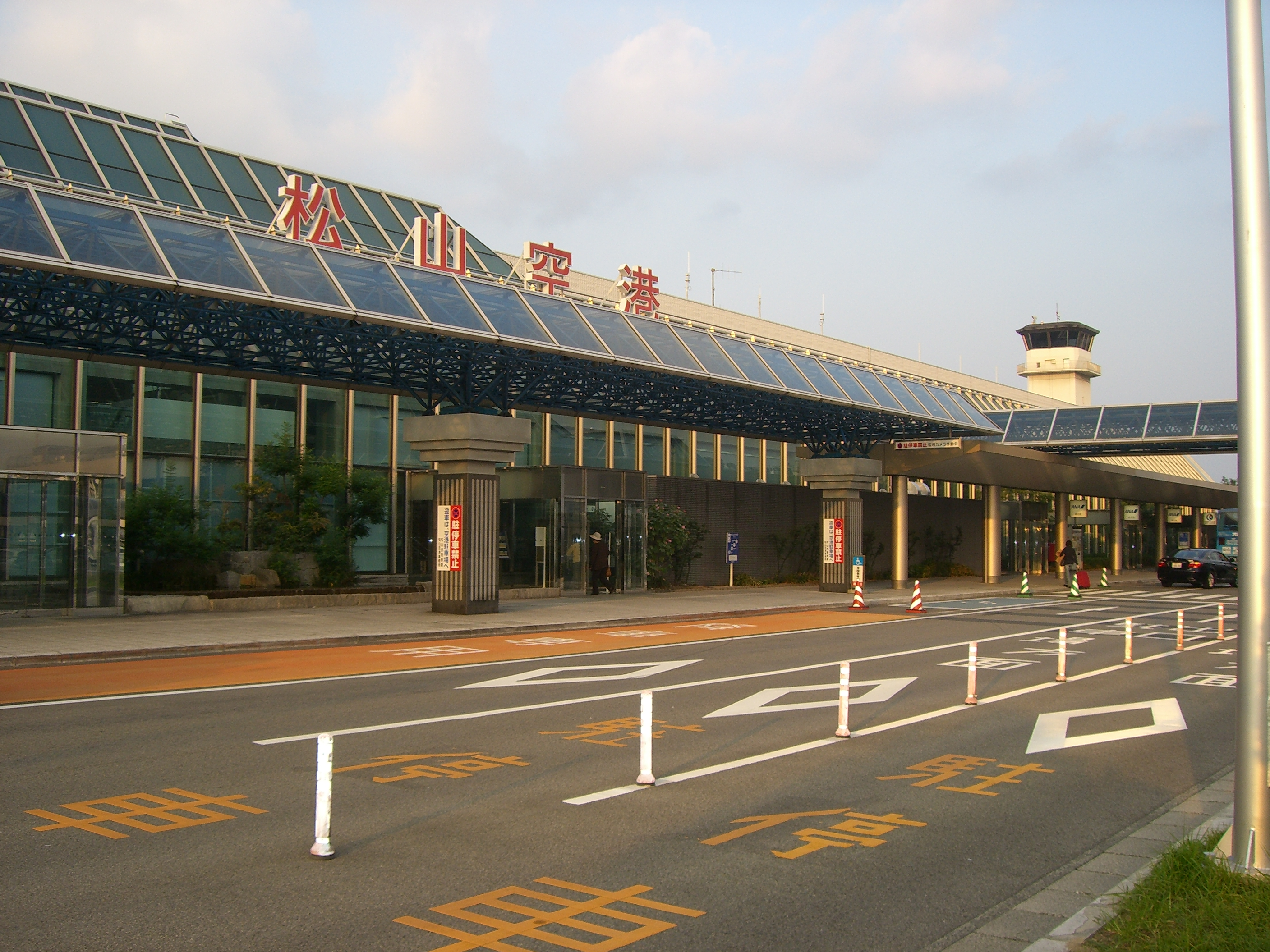
四国最多の旅客数である松山空港

本四架橋ができるまでは、本州との大量輸送手段は船舶しかなく、現在においても四国内のJRは単線区間が多く運行本数に限界があることや、新幹線へは岡山駅での乗り換えを強いられることもあり、従来から航空需要は高く、4県の県庁所在地近郊には中型機以上の航空機が離着陸できる空港が整備されている。国内線では、安定的に強い需要がある東京便は全空港から就航しているほか、特に松山や高知では他の交通手段と比較しても空路に競争力があることから、三大都市圏や九州への路線も持っている。国際線では、各空港から東アジア各国に向けて定期便が就航している。なお、高松空港と徳島飛行場の直線距離は約55km、徳島飛行場と関西国際空港は約65km、高松空港と岡山空港は約62kmと近接している。
| 空港 | 旅客合計    | 国内線      | 国内線                                     | 国際線     | 国際線                         |
| 空港 | 旅客合計    | 旅客数      | 定期便                                     | 旅客数     | 定期便                         |
| 高松 | 184万7771人 | 158万6441人 | 羽田・成田・那覇                           | 26万1330人 | ソウル・上海・香港・台北・台中 |
| 松山 | 274万9946人 | 266万492人  | 羽田・成田・中部・伊丹・福岡・鹿児島・那覇 | 8万9454人  | ソウル・釜山・上海・台北       |
| 高知 | 161万52人   | 157万8783人 | 羽田・成田・名古屋・中部・伊丹・福岡       | 2万2401人  | 台北（定期チャーター便）       |
| 徳島 | 105万4468人 | 104万6100人 | 羽田・福岡                                 | 8368人     | ソウル・香港                   |

- チャーター便の旅客数含む
- 三大都市圏への便は太字
- 全国の空港の乗降客数は日本の空港#統計情報参照
- 二種：高松空港・松山空港・高知空港（高知龍馬空港）
- 自衛隊と共用：徳島飛行場

## 文化

### 方言
愛媛県西南部・高知県西南部は東京式アクセントだが、それ以外は四国の広域において京阪式アクセントや垂井式アクセントが用いられ、香川県を中心に愛媛東部・徳島西部では讃岐式アクセントが用いられている。全体的に関西方言との共通点が多く、瀬戸内に面した地域では語彙・語法面で中国方言との共通点も多い。一方、愛媛県南予地方～高知県西部の渭南地域は関西色も薄く、四国の中でも独特な方言を有する。
- 阿波弁：アクセント・言い回しとも四国方言の中でも最も関西方言の影響が強い（但し、アクセントは近世の関西で用いられていた昔の京阪式アクセントである）。徳島では大阪のテレビが広く受信できることも、関西との近接性を促進していると思われる。一方で池田など県西部では讃岐弁の影響が強く、讃岐式アクセントが用いられる。
- 讃岐弁： アクセントに特徴があり、いわゆる京阪式の主流とは異なる。中世に上方で使用されていたアクセントが独自変化したものとされている（讃岐式アクセント）。語彙・語法は中国方言との共通点も多い。
- 伊予弁：西条など東予地方は讃岐式アクセント、松山など中予地方は現代関西とほぼ共通する京阪式アクセント、宇和島など南予地方は東京式アクセントと、多様性に富んでいる。讃岐弁同様に語彙・語法は中国方言との共通点も多い。南予の方言は近畿的要素が薄くまた高知県西部の幡多弁との共通点が多い為、南予弁と幡多弁をまとめて渭南方言（四国西南部方言）と呼ばれる事もある。
- 土佐弁：阿波弁と同様に近世の関西で用いられていた昔の京阪式アクセントを強く保持している。語彙・語法の面で他の四国方言とは異なり、特徴的な言い回しが多い。
- 幡多弁：東京式アクセントが用いられる。語彙なども土佐弁にはない独特なものも多い。高知県西部（幡多郡および四万十市などの旧幡多郡地域）に分布し、愛媛県南予地方の方言との共通点も多い為、両者の方言とまとめて扱われる事もある。

### 祭り

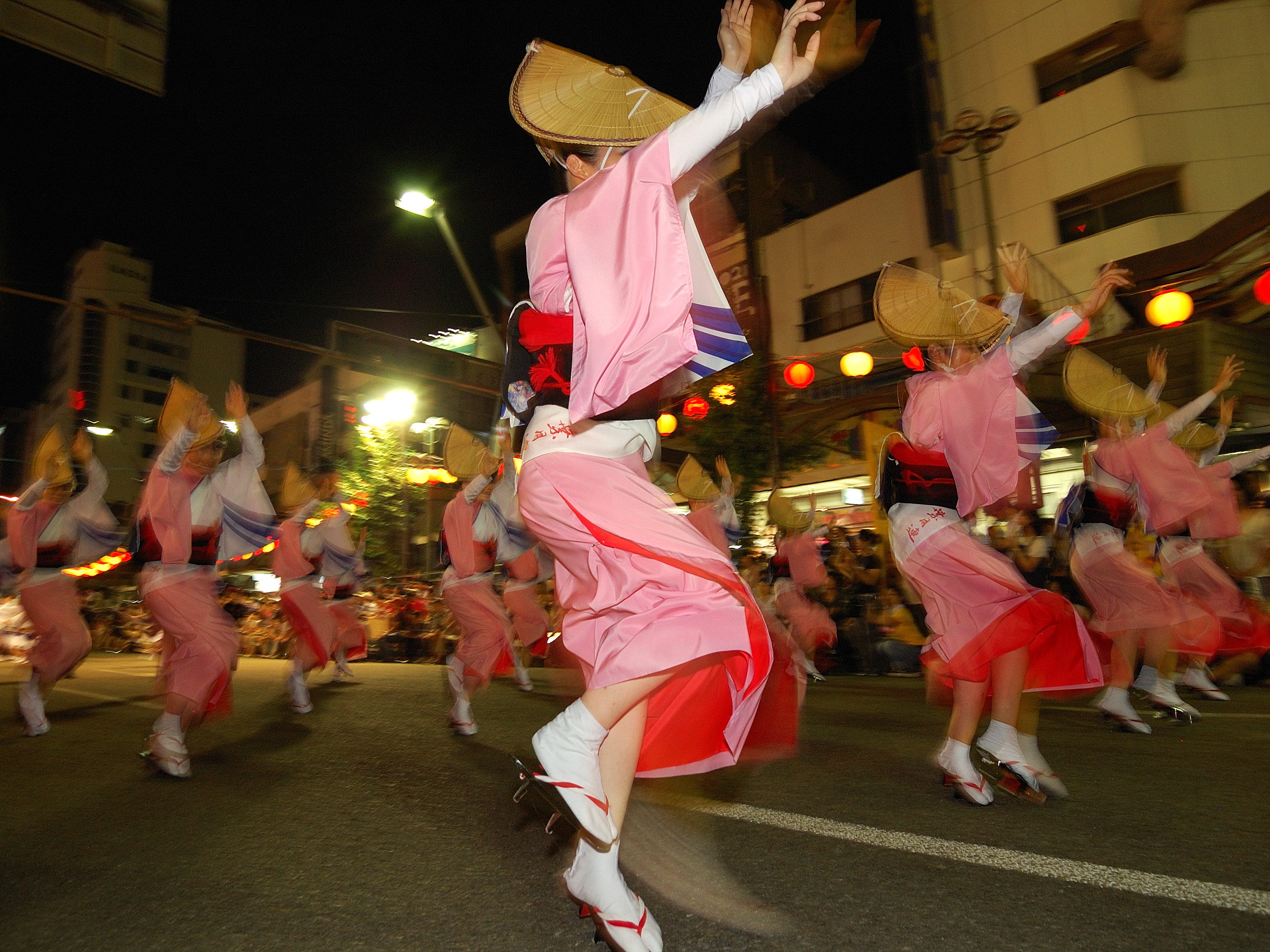
阿波踊り

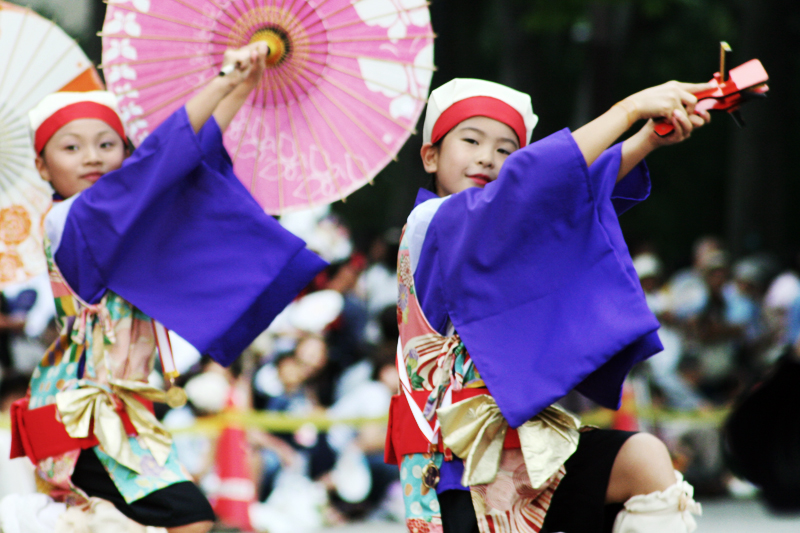
よさこい祭り

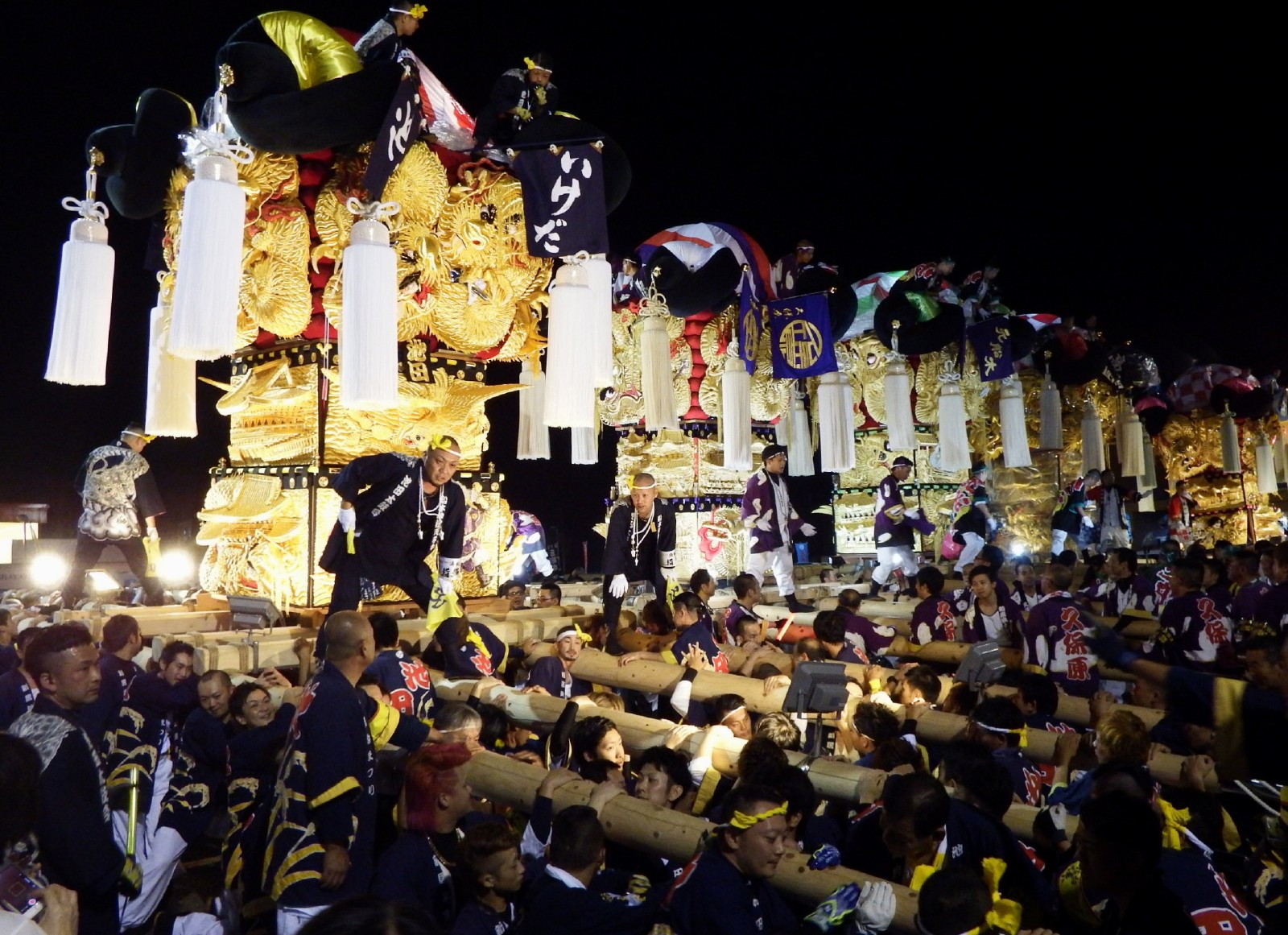
新居浜太鼓祭り

西条祭り、金刀比羅例大祭などは神事が主体の祭り、阿波踊り、よさこい祭りなどは踊りが主体の祭りである。四国三大祭が有名であるが、踊りが主体の四国四大祭も知られている。

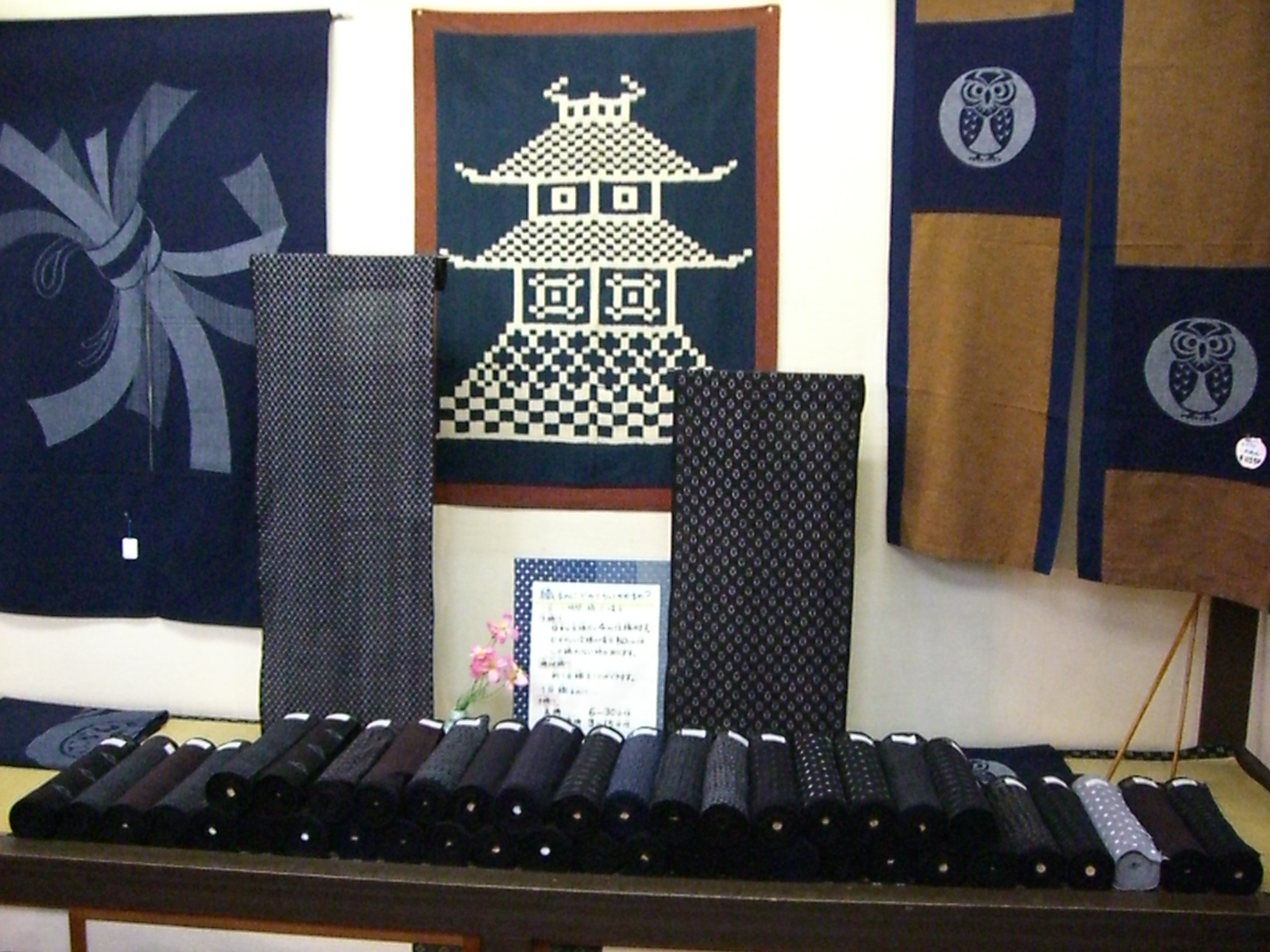
伊予絣

- 四国三大祭
  - 阿波踊り：徳島県徳島市、鳴門市他
  - よさこい祭り：高知県高知市
  - 新居浜太鼓祭り：愛媛県新居浜市
- 四国四大祭
  - 阿波踊り：徳島県徳島市、鳴門市他
  - よさこい祭り：高知県高知市
  - さぬき高松まつり：香川県高松市
  - 松山まつり：愛媛県松山市
- その他
  - 金刀比羅例大祭：香川県仲多度郡琴平町
  - 豊浜ちょうさ祭：香川県観音寺市
  - おんまく：愛媛県今治市
  - 和霊大祭：愛媛県宇和島市
  - 松山秋祭り：愛媛県松山市
  - 西条祭り：愛媛県西条市
  - 土居太鼓祭り：愛媛県四国中央市

### 伝統工芸

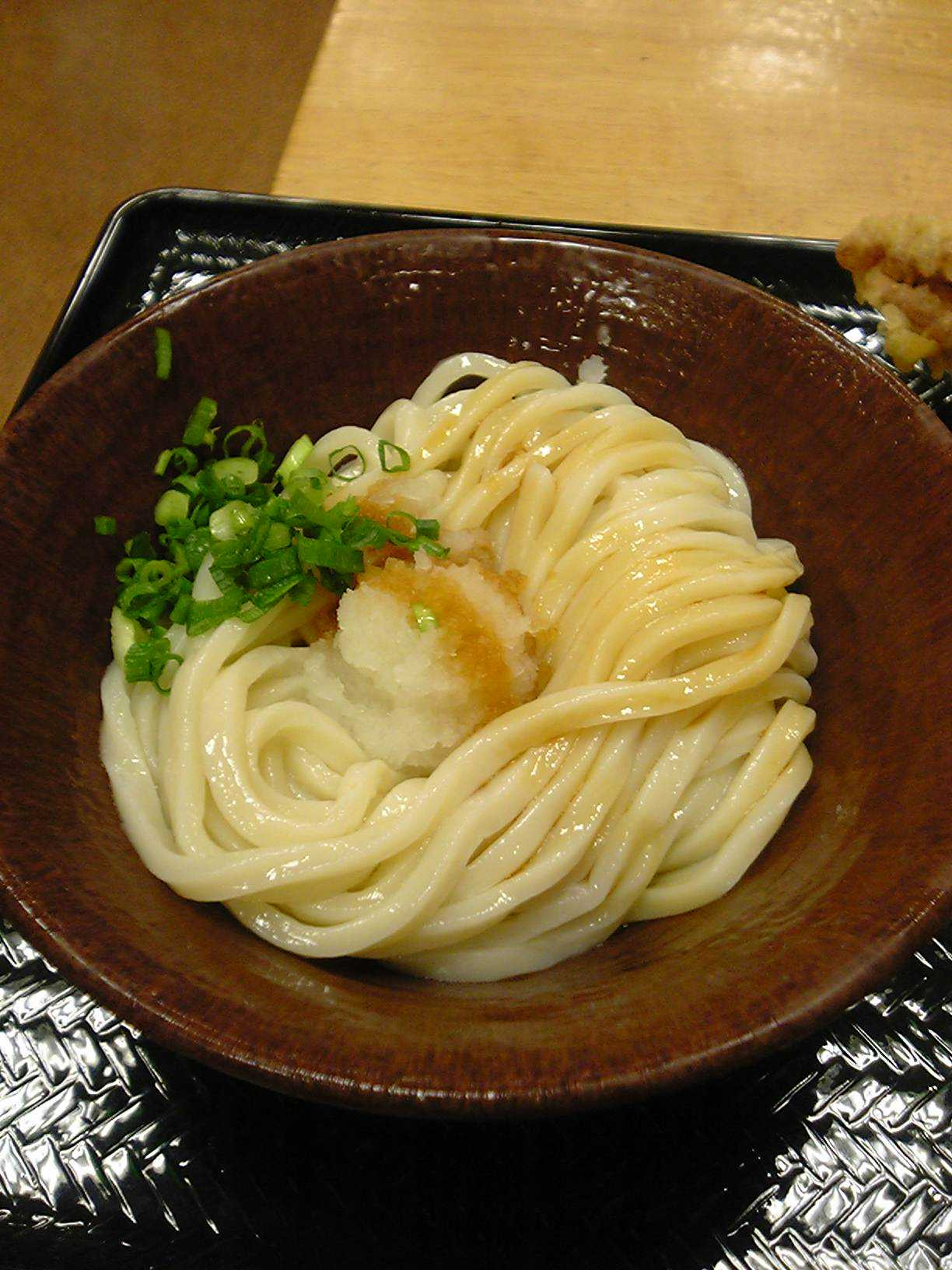
讃岐うどん（生醤油）

| 徳島県            | 香川県                             | 愛媛県                                                                   | 高知県                                                            |
| - 藍染め - 大谷焼 | - 丸亀うちわ - 香川漆器 - 讃岐円座 | - 砥部焼 - 菊間瓦 - 桜井漆器 - 伊予竹工芸 - 姫だるま - 大洲和紙 - 伊予絣 | - 土佐和紙 - 土佐打刃物 - 土佐珊瑚細工 - 土佐硯 - フラフ - 土佐凧 |

### 食文化
各県には固有の名産品や郷土料理が多数存在する。県域をまたぐ名産品はうどん、和三盆などがある。また、全国で販売している食品としてはポカリスエット、ポンジュースなどが代表的である。各県の名産品・郷土料理等は各県の項を参照。
- 徳島県の食品
- 香川県の食品
- 愛媛県の食品
- 高知県の食品

### 主な名所・史跡

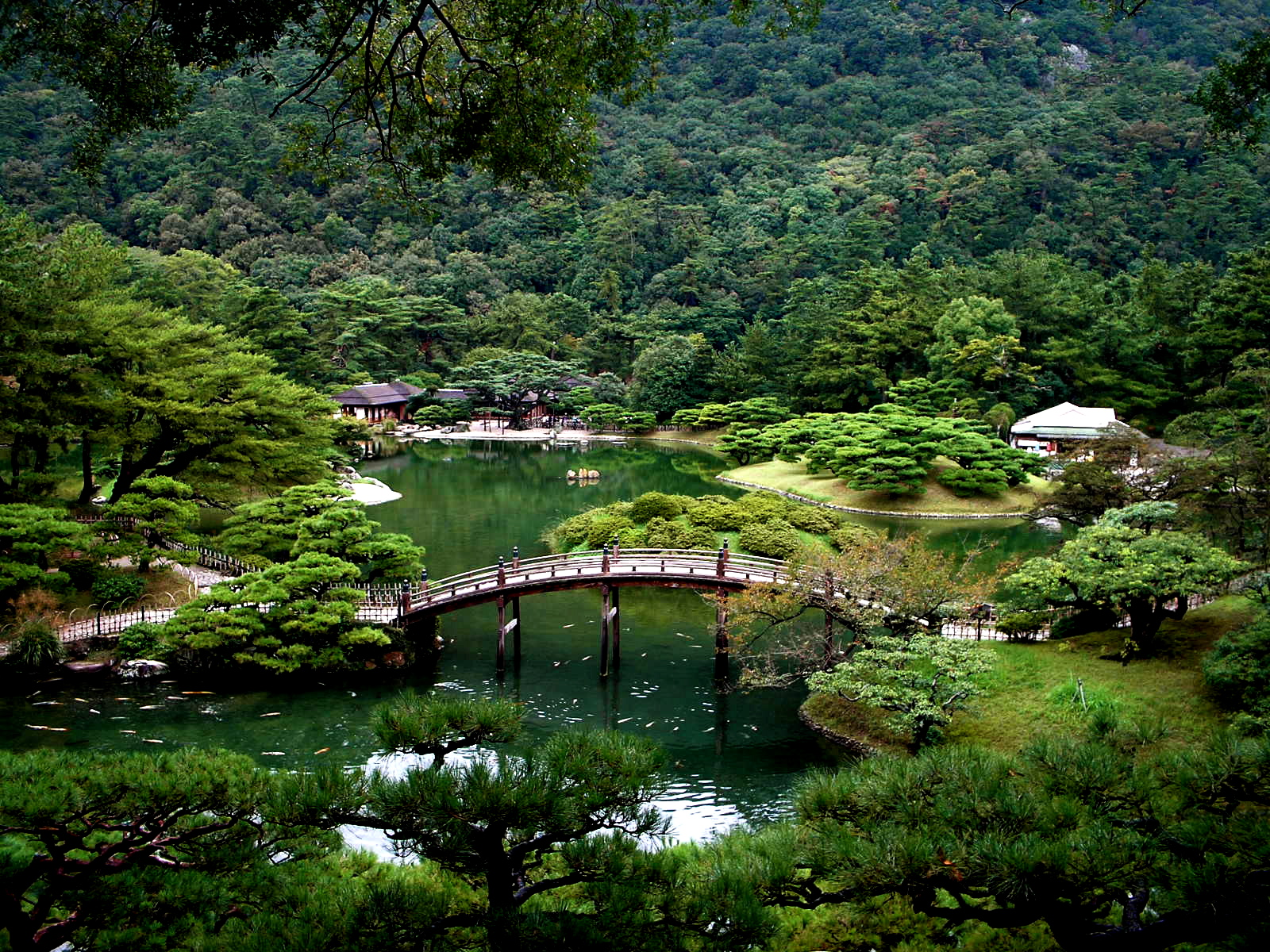
栗林公園

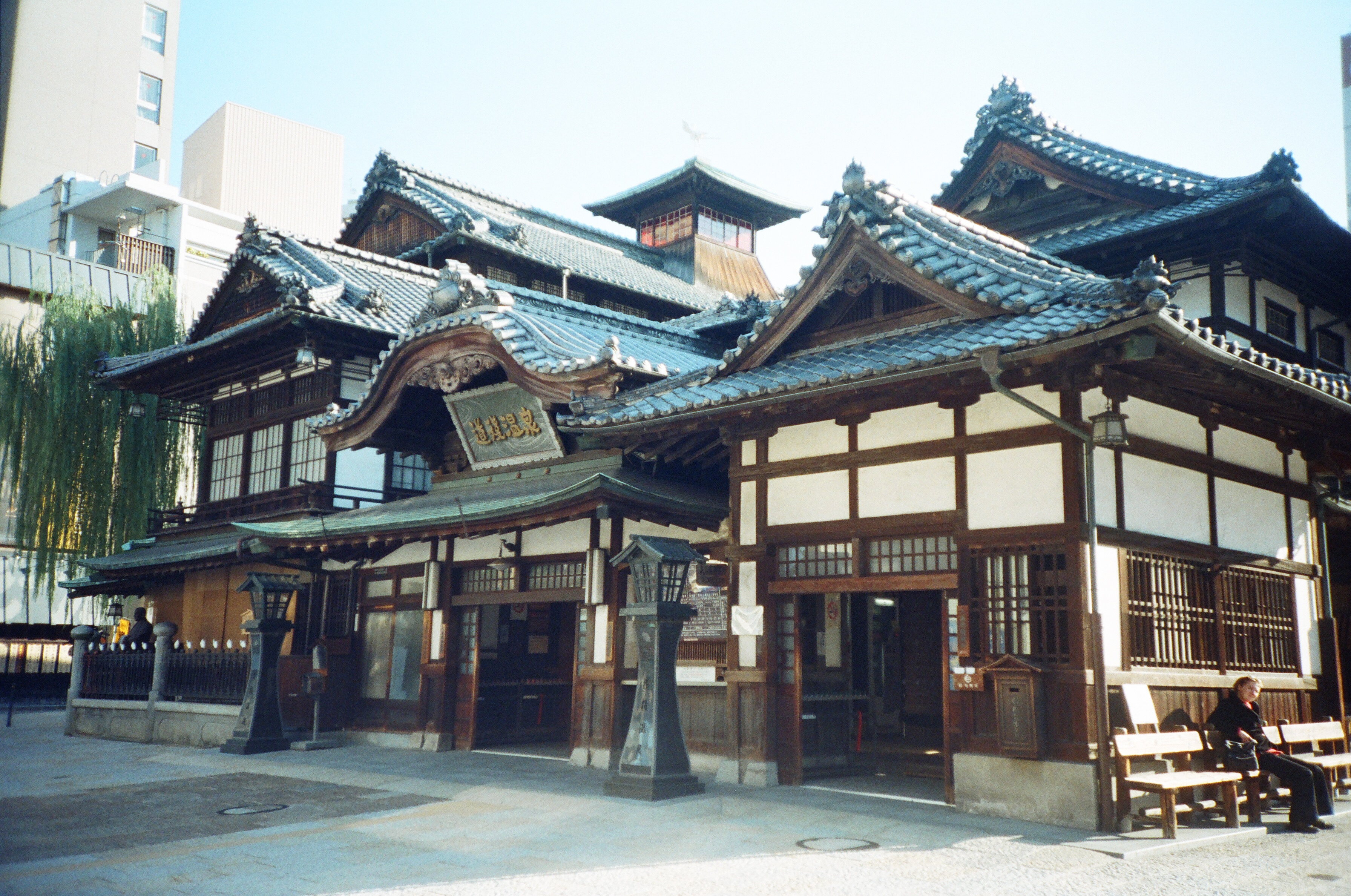
道後温泉本館

四国を代表する観光地の栗林公園（特別名勝）と日本三古湯の道後温泉（道後温泉本館は重要文化財）はミシュランガイドで3つ星に選定されている。
神社・仏閣では江戸時代以前より全国からの参拝者を集める金刀比羅宮（こんぴらさん）や四国八十八箇所霊場があり、地元住民によりお遍路さん（巡礼者）をもてなすお接待文化が根付いている。四国八十八箇所霊場と遍路道については近年、世界遺産としての登録を目指す活動が行われている。
城では現存12天守のうち、丸亀城、松山城、宇和島城、高知城の4つが四国にあり、この他にも日本三大水城の今治城、高松城などがある。
日本百名城
- 徳島城
- 高松城
- 丸亀城
- 今治城
- 湯築城
- 松山城
- 大洲城
- 高知城

鉄道では四万十川沿いを走る予土線3兄弟や、予讃線の伊予灘ものがたり、伊予鉄道の「坊っちゃん列車」などの観光列車が運行されている。この他自然が豊かな四国には祖谷渓など景勝地も多く存在する（自然景勝地については地理の項目も参照）。

## スポーツ
下記記載のうち、運営・所属選手ともプロフェッショナルのチームはサッカーのJリーグ、バスケットボールのBリーグ、野球の四国アイランドリーグplusに所属する各チーム。

### アイスホッケー
Jアイス・ウエスト・ディビジョン（西日本リーグ）
- 香川アイスフェローズ（高松市）

### サッカー
| Jリーグ - 徳島ヴォルティス（鳴門市） - 愛媛FC（松山市） - カマタマーレ讃岐（丸亀市） - FC今治（今治市） - 高知ユナイテッドSC（高知市） 日本女子サッカーリーグ - 愛媛FCレディース | 四国リーグ - FC徳島（徳島市） - アルヴェリオ高松（高松市） - 多度津FC（多度津町） - llamas高知FC（高知市） - レベニロッソNC(新居浜市) |

### ソフトボール
| 男子西日本リーグ - ジェイテクト - 高知パシフィックウェーブ | 女子リーグ - 大鵬薬品 - 伊予銀行 |

### バスケットボール
ジャパン・プロフェッショナル・バスケットボールリーグ（Bリーグ）
- 香川ファイブアローズ（高松市）
- 愛媛オレンジバイキングス（松山市）

男子地域リーグ（中四国九州リーグ）
- 四国電力バスケットボール部（高松市）
- 東レ愛媛バスケットボール部（松前町）
- 小豆島ストーンズ（土庄町）

女子地域リーグ（西日本リーグ）
- 今治オレンジブロッサム（今治市）

### バドミントン
日本リーグ女子2部
- 百十四銀行（高松市）

### バレーボール
チャレンジリーグ（女子）
- 健祥会（徳島市）
- 四国Eighty 8 Queen（高松市）

### ハンドボール
女子実業団
- 香川銀行TH（高松市）

### ホッケー
| 西日本リーグ（男子） - 三菱化学坂出（坂出市） | 関西リーグ - 徳島クラブ（徳島市） - 阿南クラブ（阿南市） - 高知クラブ（高知市） |

### 野球
| 四国アイランドリーグplus - 徳島インディゴソックス（徳島市） - 香川オリーブガイナーズ（高松市） - 愛媛マンダリンパイレーツ（松山市） - 高知ファイティングドッグス（高知市） | 社会人野球 - 徳島野球倶楽部（徳島市） - JR四国（高松市） - アークバリア（高松市） - 松山フェニックス（松山市） - 四国銀行（高知市） |

### ラグビー
トップウェスト
- 善通寺自衛隊（善通寺市）

### 陸上競技
| 駅伝（男子） - 大塚製薬（鳴門市） - 四国電力（高松市） | 駅伝（女子） - 四国電力（高松市） |

## 出身者
四国出身の著名人は以下のリストを参照。
- 徳島県出身の人物一覧
- 香川県出身の人物一覧
- 愛媛県出身の人物一覧
- 高知県出身の人物一覧